# Heinrich IV. (HRR)

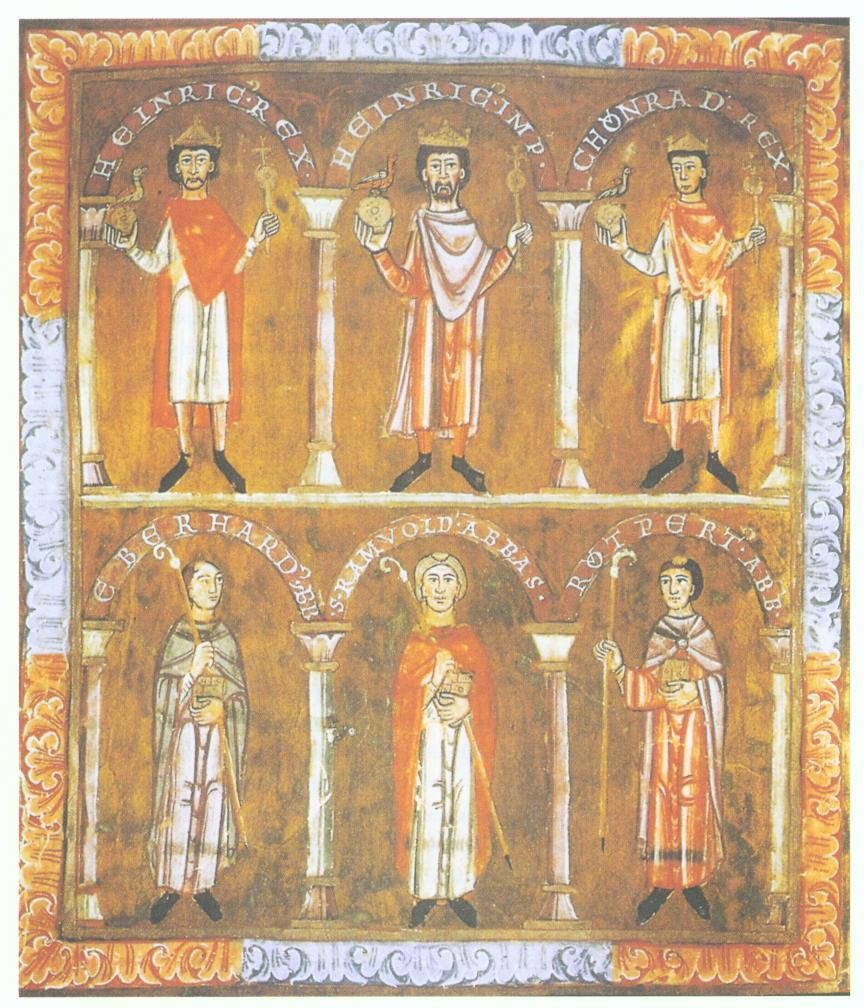
Aus einem Evangeliar aus St. Emmeram, nach 1106: In der oberen Reihe Kaiser Heinrich IV. (Heinricus imperator) zwischen seinen Söhnen. Ihm zur Linken Konrad (Chuonradus), der 1101 in Opposition zu seinem Vater verstorben war, und zu seiner Rechten Heinrich V. (Heinricus rex) mit dem für ihn typischen Schnurrbart. In der unteren Reihe die drei Äbte Hl. Ramwold (974–1000), Eberhard (1060–1068) und Rupert (1068–1095) des Klosters St. Emmeram in Regensburg. Zum Ausdruck gebracht wird der Gedanke der dynastischen Kontinuität: Beide Söhne stehen trotz ihrer Rebellionen in gleicher herrscherlicher Haltung mit den gleichen Insignien in den Händen einträchtig neben ihrem Vater. Krakau, Bibliothek des Domkapitels 208, fol. 2v

Heinrich IV. (* 11. November 1050 vermutlich in Goslar; † 7. August 1106 in Lüttich) aus der Familie der Salier war der älteste Sohn des Kaisers Heinrich III. und der Kaiserin Agnes. Ab 1053 war er Mitkönig, ab 1056 römisch-deutscher König und von 1084 bis zu seiner durch seinen Sohn Heinrich V. erzwungenen Abdankung am 31. Dezember 1105 Kaiser.
Heinrich war der letzte König des römisch-deutschen Mittelalters, der als Minderjähriger auf den Thron kam. Die Legitimation seiner Herrschaft sah er, wie sein Vater, vor allem im Gottesgnadentum begründet. Dies erschwerte die Zusammenarbeit mit den Großen des Reichs. Bereits in den letzten Regierungsjahren Heinrichs III. hatten Konflikte um die Teilhabe der Fürsten an der Herrschaft zu einer Krise geführt. Die Zeit der Unmündigkeit Heinrichs, als seine Mutter die Regierungsgeschäfte führte, nutzten die um Macht und Einfluss rivalisierenden Fürsten, um ihre eigenen Herrschaftsbereiche auszubauen.
Als Heinrich volljährig geworden war, versuchte er den Einfluss der Fürsten zurückzudrängen und die königlichen Herrschaftsrechte zu stärken. Er stützte sich dabei auch auf die Reichsministerialität, die sich zu einer neuen Funktionselite entwickelte. In Sachsen wollte Heinrich durch den Bau zahlreicher Burgen der königlichen Autorität wieder Geltung verschaffen und löste dadurch den Sachsenkrieg aus. Zeitlich parallel begannen die Auseinandersetzungen mit dem aufstrebenden Reformpapsttum um das Verhältnis zwischen geistlicher (sacerdotium) und weltlicher (regnum) Macht. Sie kulminierten im sogenannten Investiturstreit und führten 1076 zu Absetzung und Exkommunikation des Saliers durch Papst Gregor VII. Der Gang nach Canossa 1077, wo sich der König unterwarf und vom Bann gelöst wurde, gilt als Höhepunkt der Auseinandersetzung mit dem Papsttum. Als Reaktion auf die zunehmende Unzufriedenheit der Großen mit der Herrschaft Heinrichs wurden auf Fürstentagen die Gegenkönige Rudolf von Rheinfelden (1077–1080) und Hermann von Salm (1081–1088) gewählt.
Die krisenhaften Wandlungsprozesse in der Zeit Heinrichs IV. schmälerten vor allem die ideellen Grundlagen der Königsherrschaft. Die Vorstellung von einem durch dynastische Kontinuität legitimierten Königtum trat zurück. Das Prinzip der fürstlichen Teilhabe an der Herrschaft im Reich, das durch die Königswahl begründet wurde, und der Idoneitätsgedanke, die Frage nach der Eignung eines Kandidaten, gewannen an Bedeutung. Heinrichs Versuch, die salische Königsgrablege Speyer als Inbegriff des Zusammenhangs von Herrschaftsanspruch und Königsdynastie zu präsentieren, änderte daran letztlich nichts. Die Auseinandersetzung mit dem Reformpapsttum zeigte, dass der König nicht allein Gott verantwortlich war, sondern durchaus bereits auf Erden gerichtet, ja sogar abgesetzt werden konnte.
Nur wenige Herrscher des Mittelalters wurden von den Zeitgenossen so unterschiedlich beurteilt. Den Anhängern des salischen Königtums galt Heinrich IV. als Repräsentant des allein von Gott verliehenen Herrscheramtes, seinen Gegnern dagegen als Tyrann und Verkörperung des Bösen schlechthin. In der Forschung wurde er seit dem 19. Jahrhundert oft als Märtyrer im Kampf des Königtums um eine starke Zentralgewalt gegen die übermächtigen Kräfte der gregorianischen Papstkirche und der deutschen Fürsten dargestellt. Die jüngere Forschung urteilt differenzierter, ohne jedoch einen Konsens gefunden zu haben. Die zahlreichen negativen Urteile der Zeitgenossen über Lebens- und Amtsführung des Königs werden unterschiedlich interpretiert, gelten jedoch grundsätzlich als Indikatoren für das in seiner Zeit herrschende politische Klima, das von Auseinandersetzungen geprägt war, die auf grundsätzliche Konfliktlinien zurückgingen.

## Leben

### Herkunft und Kindheit

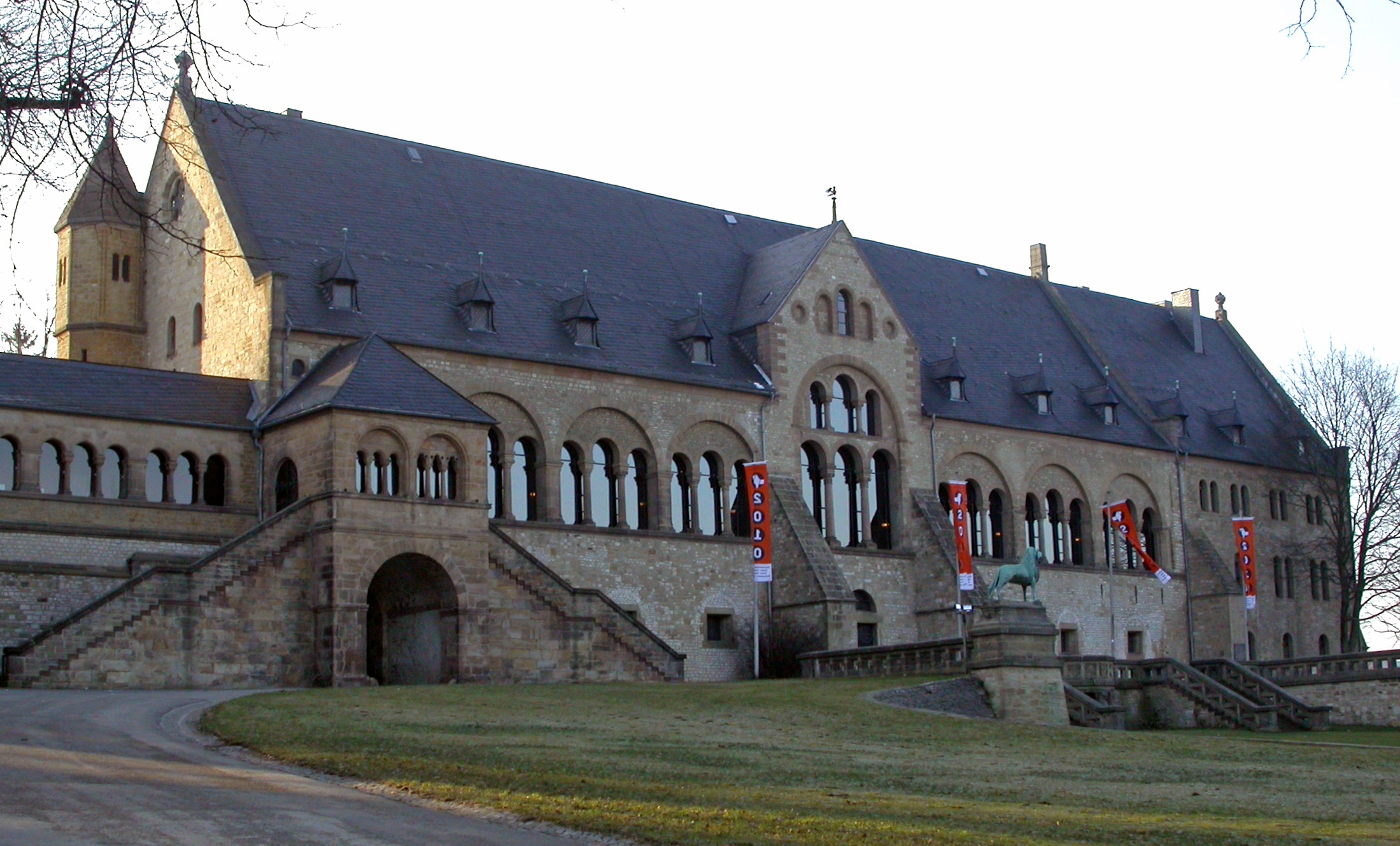
Heinrichs mutmaßliche Geburtsstätte, die Kaiserpfalz Goslar, heute.

Am 11. November 1050 gebar Agnes von Poitou, die zweite Frau Kaiser Heinrichs III., in der Kaiserpfalz Goslar den lang ersehnten Thronfolger. Die Eltern gaben ihrem Sohn zunächst den Namen des Großvaters, Konrad. Auf einen Thronfolger hatte der Kaiser lange warten müssen, aus seiner Ehe mit Agnes waren mit Adelheid (1045), Gisela (1047) und Mathilde (1048) zunächst drei Töchter hervorgegangen. Bereits am Weihnachtsfest 1050 in Pöhlde ließ Heinrich die anwesenden Großen dem noch ungetauften Sohn die Treue schwören. Am nächsten Osterfest in Köln taufte der Kölner Erzbischof Hermann, ein Enkel Kaiser Ottos II., das Kind auf den Namen Heinrich. Die Wahl des Abtes Hugo von Cluny als Taufpate war Ausdruck der engen Bindung des salischen Herrscherhauses an die religiösen Strömungen dieser Zeit.
Die Regierung Heinrichs III. war von zahlreichen schwerwiegenden und lang andauernden Konflikten mit den Großen des Reiches geprägt. Heinrich beharrte auf der Durchsetzung der königlichen Gewalt und Autorität, die ihn weit über die Fürsten heraushebe. Mit dieser Haltung wich er von der durch clementia, die herrscherliche Milde, geprägten Regierungsweise der Ottonen ab. Bereits unter Heinrich III. zeigten sich Vorboten einer Krise des Herrschaftsmodells. Gegen die selbstherrliche Art und den autokratischen, allein der Verantwortung gegenüber Gott verpflichteten Regierungsstil rebellierten die Großen Konrad von Bayern, Gebhard von Regensburg, Welf von Kärnten und Gottfried der Bärtige. Die zeitgenössische Sichtweise bringt Hermann von Reichenau im Zusammenhang mit dem Aufstand Konrads im Jahr 1053 zum Ausdruck: „Zu dieser Zeit murrten sowohl die Großen des Reiches wie die Geringeren mehr und mehr gegen den Kaiser und klagten, er falle schon längst von der anfänglichen Haltung der Gerechtigkeit, Friedensliebe, Frömmigkeit, Gottesfurcht und vielfältigen Tugenden, in der er täglich hätte Fortschritte machen sollen, allmählich mehr und mehr ab zu Gewinnsucht und einer gewissen Sorglosigkeit und werde bald viel schlechter sein, als er war.“ Eine große Verschwörung der süddeutschen Fürsten Welf III. von Kärnten und des 1053 abgesetzten Bayernherzogs Konrad im Jahre 1055 zielte darauf, Heinrich III. Amt und Leben zu rauben und Konrad als Nachfolger einzusetzen. Doch scheiterte der Aufstand, da die beiden Anführer Ende 1055 plötzlich verstarben.
Bereits in den ersten Lebensjahren des Königssohnes wurde in Kreisen der Fürsten die Befürchtung laut, dass dieser „in Charakter und Lebensart in die Fußstapfen des Vaters treten“ werde. Als der Kaiser im Jahr 1053 in der südlich von Mainz auf der rechten Rheinseite gelegenen Königspfalz Trebur seinen Sohn zum Nachfolger im Königsamt wählen ließ, brachten die Großen des Reichs einen in der Geschichte der Königswahl noch nie dagewesenen Vorbehalt zum Ausdruck. Sie wollten dem neuen König nur folgen, „wenn er ein gerechter Herrscher werde“ – si rector iustus futurus esset. Am 17. Juli 1054 salbte der Kölner Erzbischof Hermann den noch nicht vierjährigen Heinrich in Aachen zum König. Auch die zukünftige Heirat leitete Heinrich III. noch in die Wege. Am Weihnachtsfest 1055 in der Königspfalz Zürich wurde der Thronfolger mit der ein Jahr jüngeren Bertha von Turin verlobt. Möglicherweise sollte damit die Familie der Braut zur Loyalität verpflichtet und ein Gegengewicht zu den Markgrafen von Tuszien geschaffen werden, da deren Erbin Beatrix mit Gottfried dem Bärtigen einen hartnäckigen Widersacher Heinrichs III. geheiratet hatte.

### Regentschaft der Kaisermutter Agnes
Im Jahr 1056 starb Heinrich III. in der Königspfalz Bodfeld am Harz. Noch auf dem Totenbett sorgte der Kaiser dafür, dass durch eine erneute Wahl die Thronfolge seines Sohnes bestätigt wurde. Mit der Regelung der Nachfolge wurde Papst Viktor II. betraut, der als ehemaliger Kanzler und Bischof von Eichstätt im Reich große Autorität besaß. Der Herrscherwechsel scheint ohne erkennbaren Widerstand vollzogen worden zu sein. Noch in Bodfeld versuchte Viktor die Zustimmung bislang noch oppositioneller Personen zu erreichen. Nach der Bestattung des Kaisers reiste er nach Aachen und setzte das königliche Kind auf den Thron Karls des Großen. Anfang Dezember gelang dem Papst auf einem Hoftag die Aussöhnung mit Gottfried dem Bärtigen. Wenige Wochen später erreichte er zu Weihnachten auf einem Hoftag in Regensburg den Ausgleich mit den Aufständischen in Bayern. Stellvertretend für den minderjährigen König führte seine Mutter Agnes von Poitou die Regierungsgeschäfte. Als Viktor II. im Sommer 1057 starb, verlor die Regentin ihren wichtigsten Helfer. Zugleich riss die Verbindung zu den kirchlichen Reformkräften an der römischen Kurie ab.
Die Sorge um das Schicksal des Reiches ließ die gegensätzlichen Interessen der Fürsten zunächst in den Hintergrund treten, die Herrschaft des minderjährigen Königs war unbestritten. Die Fürsten machten Agnes zahlreiche Zugeständnisse für die Wahrnehmung der Regierungsgeschäfte. Die Kaiserin behielt das Herzogtum Bayern und ihr wurde ein Designationsrecht für den Fall eines vorzeitigen Todes Heinrichs IV. eingeräumt. Der Beginn der Vormundschaftsregierung verlief erfolgversprechend. Im September 1058 gelang Agnes ein Friedensschluss mit dem ungarischen König Andreas. Im Laufe der Zeit schränkten politische Zwänge und persönliche Machtinteressen den Handlungsspielraum der Kaiserin jedoch zunehmend ein. 1057 entführte Rudolf von Rheinfelden die Kaisertochter Mathilde und erzwang dadurch seine Erhebung zum Herzog von Schwaben. Als Graf Berthold von Zähringen sich dagegen empörte, da der verstorbene Heinrich III. ihm dieses Herzogtum zugesagt hatte, musste ihn Agnes 1061 mit dem frei werdenden Herzogtum Kärnten entschädigen. 1061 übertrug Agnes, wohl als Folge der ungarischen Verwicklungen, das Herzogtum Bayern an den Sachsen Otto von Northeim. Der Verzicht auf die unmittelbare Verfügungsgewalt über die Herzogtümer schmälerte die materielle Basis des Königtums und gab mit den Zähringern, Northeimern und Rheinfeldenern neuen Adelsfamilien die Möglichkeit zum Ausbau der eigenen Herrschaft.
In der Umgebung der Kaiserin nahm der Einfluss der unfreien königlichen Dienstleute, der Ministerialen, zu. Die Erziehung des jungen Königs übernahm der Ministeriale Kuno. Auch andere Ministerialen gewannen an politischem Einfluss. Die Fürsten sahen sich bald nicht mehr in angemessener Weise an der Regierung beteiligt. Als politischen Ratgeber bevorzugte Agnes seit 1058 Bischof Heinrich von Augsburg in besonderem Maße und brachte damit das labile Gefüge adliger Beteiligung an der Königsherrschaft aus dem Gleichgewicht. Einflussreiche Männer wie Erzbischof Anno von Köln oder Erzbischof Siegfried von Mainz sahen sich übergangen. Über die Stellung Heinrichs von Augsburg am Hof und seine enge Beziehung zur Kaiserin kursierten zahlreiche Gerüchte. Nach Lampert von Hersfeld konnte Agnes „dem Verdacht unzüchtiger Liebe nicht entgehen, denn allgemein ging das Gerücht, ein so vertrauliches Verhältnis sei nicht ohne unsittlichen Verkehr erwachsen“. Das Gerede habe die Fürsten geradezu zum Umsturz herausgefordert, „sahen sie doch, daß wegen der persönlichen Liebe zu einem Manne ihr Einfluß, der im Reich am meisten hätte gelten müssen, fast gänzlich ausgeschaltet war“.

### Streit der Erzbischöfe um Macht und Einfluss beim König und im Reich

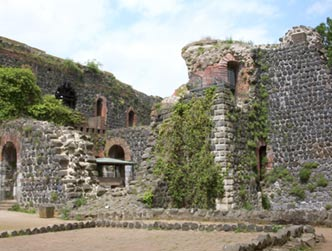
Ruine der Kaiserpfalz auf Kaiserswerth

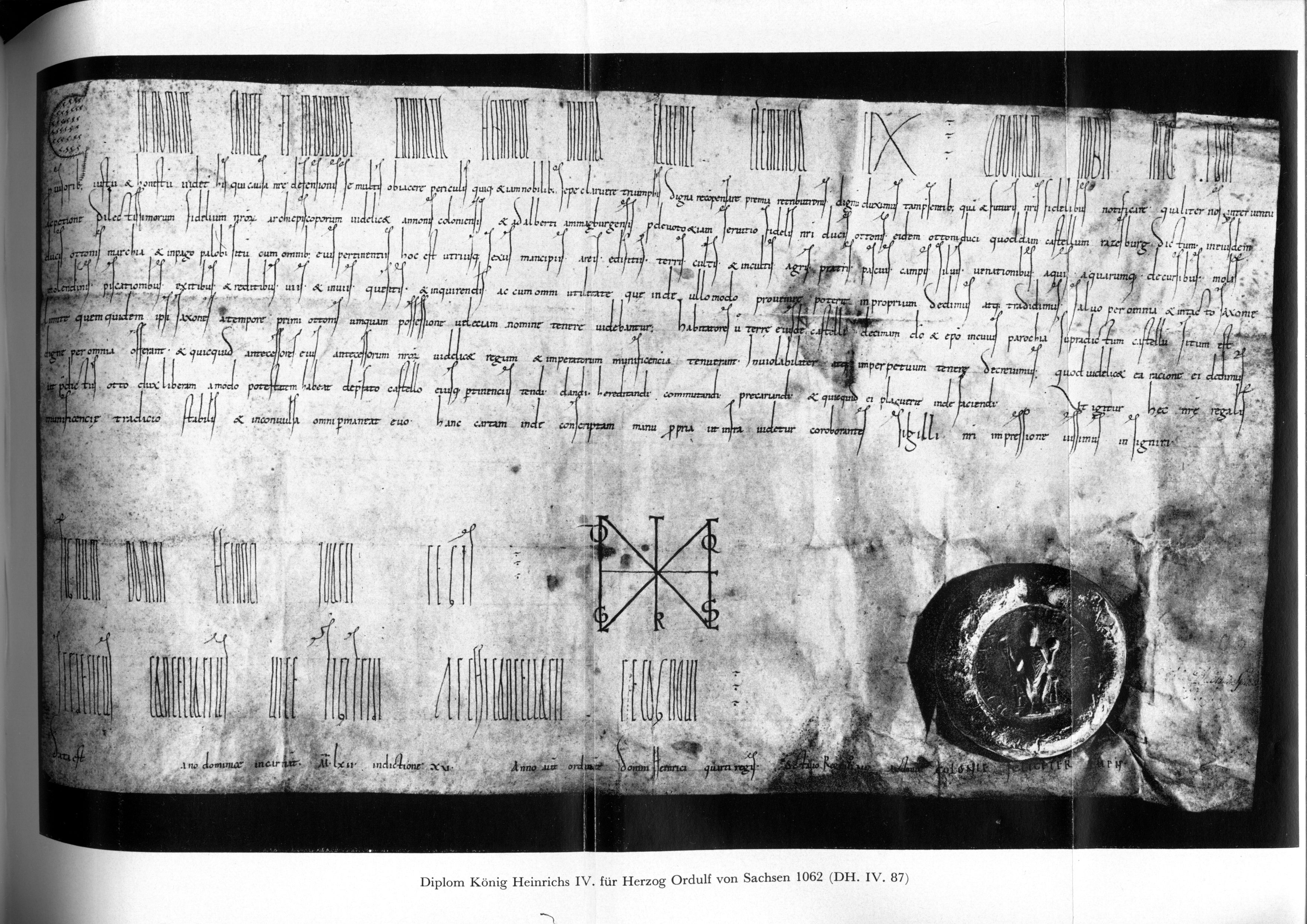
Urkunde Heinrichs IV. von 1062 für Herzog Ordulf von Sachsen. Karlsruhe, Generallandesarchiv

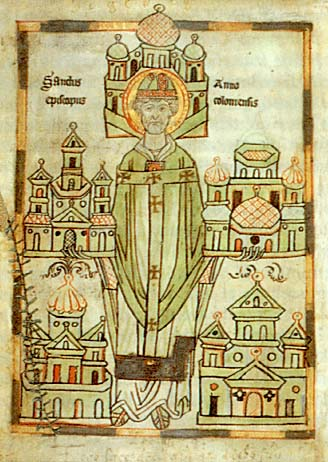
Die Vita Annonis Minor des Kölner Erzbischofs Anno wurde unter Abt Gebhard I. (1173–1185?) im Zuge der Vorbereitungen zur Heiligsprechung Annos verfasst. Die Miniatur auf dem Vorsatzblatt (fol. 1v) zeigt den stehenden Heiligen „Sanctus Anno episcopus Coloniensis“ im bischöflichen Ornat mit Casula und Pallium, umgeben von seinen Kirchengründungen: in den Händen die Stiftskirchen St. Maria ad Gradus (1057) und St. Georg (1067) zu Köln, zu den Füßen die Benediktinerabteien Saalfeld in Thüringen (1063) und Grafschaft im Sauerland (1073), zu Häupten die Benediktinerabtei Siegburg (1064).

Im Frühjahr 1062 fand sich eine Gruppe von weltlichen und geistlichen Großen unter der Führung des Erzbischofs Anno von Köln zusammen, um Bischof Heinrich von Augsburg und Agnes zu entmachten und den König in ihre Gewalt zu bringen. Die Verschwörer, unter denen neben Anno von Köln Herzog Otto von Bayern und Graf Ekbert von Braunschweig namentlich genannt werden, lockten während des Aufenthalts der Kaiserin in der Pfalz Kaiserswerth am Niederrhein den elfjährigen König auf ein Schiff und brachten ihn gegen seinen Willen nach Köln. Durch diese Entführung versuchten die Fürsten ihren Einfluss auf die Reichsgeschäfte wiederherzustellen. Als weitere Motive werden in den Quellen der Wille zur Herrschaft, die Sorge um die Erziehung des Königs, die Kritik am Regiment der Kaiserin und die Wiederherstellung der Ordnung im Reich genannt. Die Kaiserin entschloss sich daraufhin, der Welt zu entsagen und ein klösterliches Leben zu führen, doch schob sie dieses Vorhaben bis zur Volljährigkeit ihres Sohns auf. Ab dem Jahr 1064 tritt sie wieder regelmäßig als Fürsprecherin in den Urkunden Heinrichs IV. in Erscheinung.
Der Erzbischof von Köln übernahm die Erziehung Heinrichs und die Verfügungsgewalt über den minderjährigen König. Faktisch leitete er damit die Regierung des Reichs. Unter seiner Führung setzte der zielstrebige Ausbau der Kölner Kirche ein. Am 14. Juli 1063 verfügte Anno in einer Urkunde, dass der neunte Teil aller Einkünfte des Reiches und des Königs an die Kölner Kirche zu übertragen sei. Die Jahre der Regierung Annos werteten der ihm wohlgesinnte Chronist Lampert von Hersfeld und andere als goldenes Zeitalter für das Reich. Anno habe Dienst an Kirche und Reich in vorbildlicher Weise miteinander verbunden. Dagegen entwarf Adam von Bremen das Bild eines herrschaftsbesessenen und machthungrigen Fürsten. Der Kölner Erzbischof „wurde sogar des Treubruchs gegenüber dem König beschuldigt. In allen Verschwörungen seiner Zeit war er immer der Drahtzieher“. In diesen Jahren kam erstmals die „Idee einer Handlungsgemeinschaft der Fürsten“ auf. Die Sorge für Heinrich IV. sollte nicht wieder allein von einer Person ausgeübt werden, da die Großen für diesen Fall ihren Anspruch auf Teilhabe an der Königsherrschaft bedroht sahen. Daher sollte die Verantwortung für König und Reich dem Bischof übertragen werden, in dessen Diözese sich Heinrich gerade aufhielt. Die in den 1060er Jahren offen zu Tage tretenden Machtkämpfe am Hof dürften primär die Folge der Unmündigkeit Heinrichs gewesen sein; die Zeitgenossen wiesen allerdings auf die Rolle seiner Mutter hin, die „als Frau allzu leicht diesen oder jenen zustimmte, die ihr Ratschläge erteilten“. Die Rangstreitigkeiten erschütterten den Herrschaftsverband nachhaltig, „da jetzt, wo der König noch im Knabenalter stand, jeder ungestraft tun konnte, was ihm in den Sinn kam.“
Ende März 1065 empfing Heinrich auf einer Reichsversammlung in Worms die Schwertleite als Zeichen rechtlicher Mündigkeit und politischer Handlungsfähigkeit. Als Schildträger fungierte Gottfried der Bärtige, der langjährige Rivale seines Vaters. Durch diesen demonstrativen Akt versprach er Unterordnung und Loyalität. Wie belastet das Verhältnis Heinrichs zu seinem Erzieher Anno war, zeigte sich unmittelbar nach der Schwertleite. Kaum war die Feierlichkeit beendet, wollte der junge König auf ihn losgehen. Nur mit Mühe konnte ihn seine Mutter zurückhalten.
Gleich zu Beginn seiner selbstständigen Herrschaft machte Heinrich eine Reihe ungewöhnlich umfangreicher Schenkungen. Zwölf Reichsklöster und -stifte (Polling, Malmedy, Benediktbeuern, Limburg an der Haardt, St. Lambrecht, Corvey, Lorsch, Kornelimünster, Vilich, Niederaltaich, Kempten, Rheinau) übertrug er an geistliche und weltliche Fürsten, um seinem herrscherlichen Handeln in einem Beziehungsgefüge, das auf Konsens, Gefolgschaft und Treue basierte, größere Autorität und Geltung zu verschaffen. Durch diese Aktionen griff er aber auch, anders als seine Vorgänger, massiv in die Rechtssicherheit der Klöster ein.
Bereits ab Mitte 1063 hatte der Einfluss des Erzbischofs Adalbert von Hamburg-Bremen zugenommen, der nicht habe „mitansehen können, daß die Leute seinen Herrn und König wie einen Gefangenen umherzerrten“. Adalbert gelang es, das Vertrauen des Königs zu gewinnen, und wurde dessen bevorzugter Ratgeber. Der von Anno vertretenen Konzeption der Fürstenverantwortung wurde nun das Prinzip der Treuebindung zum König entgegengesetzt. Die anderen Großen wurden schon nach einem Jahr von jeder Beratung und Einflussnahme ausgeschlossen und unter Androhung von Gewalt vom Königshof gewiesen. Adalberts Aufstieg ist in den Königsurkunden deutlich ablesbar. Im Juni 1065 wird er in einem Diplom erstmals als patronus des Königs gewürdigt und nahezu das gesamte Jahr ist er in der Umgebung des Herrschers nachweisbar.
Die Bevorzugung des Erzbischofs von Hamburg-Bremen erschütterte das Vertrauen der Fürsten in den jungen König und erregte ihren Hass. Adalbert wurde vorgeworfen, „er habe sich unter dem Vorwand der vertrauten Freundschaft mit dem König eine offenkundig tyrannische Herrschaft angemaßt.“ Die Quellen akzentuieren den angeblich verderblichen Einfluss Adalberts, der nachhaltig die Interessen seiner Bischofskirche verfolgte. Anno von Köln verbündete sich mit den Erzbischöfen Siegfried von Mainz und Gebhard von Salzburg sowie mit den Herzögen Rudolf von Schwaben, Otto von Bayern und Berthold von Kärnten. Im Januar 1066 endete die Sonderstellung des Erzbischofs von Hamburg-Bremen. Die in Trebur versammelten Großen zwangen Heinrich, Adalbert vom Hof zu weisen. Nach dem Bericht Lamperts von Hersfeld war der König vor die Alternative gestellt worden, den Erzbischof zu entlassen oder abzudanken.
Der häufige Wechsel im Einflusskreis am Königshof führte dazu, dass die Umgebung Heinrichs IV. als Ort von Verdächtigungen, Nachstellungen und Verleumdungen wahrgenommen wurde. Anno von Köln veranlasste Heinrich 1066, die ein Jahr jüngere Bertha von Turin zu heiraten, mit der er seit zehn Jahren verlobt war. Schon 1069 bemühte sich Heinrich jedoch um die Trennung von seiner Frau. Der antiheinrizianische Geschichtsschreiber Bruno von Merseburg berichtet, dass der König einen Gesellen angestiftet habe, Bertha zum Ehebruch zu zwingen. Die Königin habe aber die Intrige durchschaut und ihren Gemahl, der Zeuge des Ehebruchs werden wollte, mit Stuhlbeinen und Stöcken so verprügeln lassen, dass er einen Monat das Bett habe hüten müssen. Heinrich gab auf einer Reichsversammlung in Worms an, dass weder eine zu nahe Verwandtschaft vorliege noch Bertha Ehebruch vorzuhalten sei. Er betonte vielmehr, dass er mit seiner Gemahlin nicht mehr in ehelicher Gemeinschaft leben könne. Damit lieferte er seinen Gegnern Argumente, die ihm nachgesagten sexuellen und moralischen Ausschweifungen propagandistisch zu verwenden. Eine für Oktober 1069 anberaumte Versammlung in Frankfurt sollte die Angelegenheit klären. Papst Alexander II. schickte den hochangesehenen Petrus Damiani, der dem König mit der Exkommunikation und der Verweigerung der Kaiserkrönung drohte. Heinrich lenkte daraufhin ein. Erneut veränderte sich der Kreis der Berater. Adalbert von Hamburg-Bremen gewann wieder an Bedeutung, Anno von Köln und die anderen Fürsten wurden abermals ausgegrenzt.

### Auseinandersetzung mit Otto von Northeim 1070
Der Einfluss des Erzbischofs Adalbert von Hamburg-Bremen auf den jungen König dürfte dazu geführt haben, dass der Salier seine ersten herrschaftlichen Unternehmungen vor allem gegen die Sachsen richtete. Die Geringschätzung des sächsischen Adels, die Brüskierung hochrangiger Personen und die Bevorzugung Niedriggestellter ebenso wie der Bau von Burgen zur Herrschaftssicherung stießen bereits in der Zeit, in der Adalbert die königliche Politik prägte, auf heftigen Widerstand.
1070 wurde Otto von Northeim, bayerischer Herzog und zugleich einer der angesehensten sächsischen Fürsten, von einem gewissen Egino beschuldigt, die Ermordung des Königs geplant zu haben. Obwohl Egino als übel beleumundeter Straßenräuber galt und ihm nachgesagt wurde, bestochen worden zu sein, bestand Heinrich auf einem Zweikampf zwischen dem beschuldigten Herzog und seinem Ankläger. Lampert von Hersfeld berichtet, dass die Fürsten dies wegen des Standesunterschieds der beiden Protagonisten für unbillig hielten. Heinrichs Verhalten brachte ihm den Vorwurf ein, selbst den Ankläger zur Lüge angestiftet zu haben, um den unbequemen Herzog zu beseitigen. Otto war zwar an der Entführung Heinrichs in Kaiserswerth und auch am Sturz Adalberts 1066 maßgeblich beteiligt gewesen, doch hatte er in den letzten Jahren eng mit dem König zusammengearbeitet. Er wies die Vorwürfe zurück und verlangte, die Entscheidung des Königs durch ein Urteil der Fürsten korrigieren zu lassen. Heinrich schloss die Fürsten jedoch von der Entscheidung über die Anklage aus und beharrte auf seiner Forderung nach einem Zweikampf. Dies bestärkte Otto von Northeim in seinem Verdacht, dass der König nur an seiner Vernichtung interessiert sei. Er verweigerte deshalb den Zweikampf. Daraufhin erklärten ihn sächsische Große auf Betreiben des Königs am 2. August 1070 zum Majestätsverbrecher und entzogen ihm das bayerische Herzogtum.
Nach gewaltsamen Auseinandersetzungen führte der Einsatz von Vermittlern zur Unterwerfung (deditio) Ottos und seiner Anhänger zu Pfingsten 1071 in Goslar. Der ehemalige Herzog wurde inhaftiert, erhielt im Mai des folgenden Jahres aber Freiheit und Eigenbesitz zurück. Den jungen Billunger Magnus, der Otto unterstützt hatte, ließ der König dagegen weit länger in Haft. Selbst als dessen Vater Ordulf starb und das sächsische Herzogtum damit vakant wurde, wurde er nicht freigelassen. Heinrich wollte Magnus offenbar zwingen, auf die Nachfolge im sächsischen Herzogsamt und auf alle ihm von seinen Eltern „kraft Erbrecht“ (hereditario iure) zustehenden Güter zu verzichten. Im Hintergrund stand wohl das Bemühen des Königs, in Sachsen die erbrechtlichen Bindungen der Ämter zu durchbrechen und den Amtscharakter der Grafschaften durchzusetzen. Nach dem Tod Ordulfs besetzte Heinrich die Lüneburg, den Stammsitz der Billunger, mit schwäbischen Ministerialen. Erst nach der Eroberung der Burg im Verlauf der folgenden Konflikte kam Magnus frei.
Eine unbeschränkte Beugehaft, die erst ihr Ende finden sollte, wenn der Betroffene auf seine gesamte Herrschaftsstellung und sein Erbe verzichtete, hatte es bis dahin nicht gegeben. In der Regel war die – eher symbolisch gemeinte – Haft von kurzer Dauer; Ämter, Lehen und Eigengüter wurden dem sich Unterwerfenden entweder vollständig oder zu einem festgelegten Teil zurückgegeben. Heinrichs unnachgiebiges Verhalten belastete das politische Verhältnis zu den Sachsen dauerhaft und war eine der Ursachen für den Sachsenkrieg.

### Sachsenkriege (1073–1075)

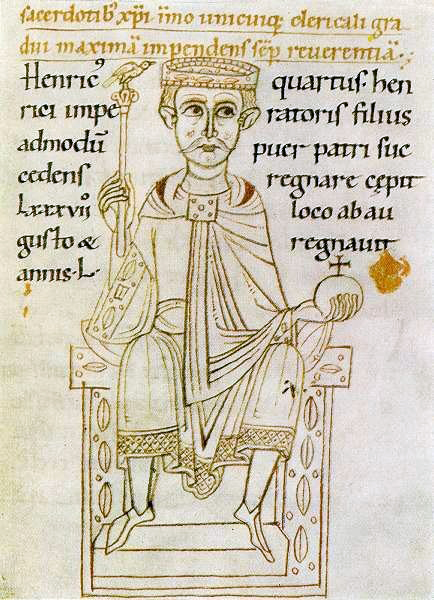
Darstellung Heinrichs IV. in der Chronik des Ekkehard von Aura um 1112/14 (Cambridge, Corpus Christi College, MS 373, fol. 60r).

Über Vorgeschichte und Verlauf der Sachsenkriege berichten in erster Linie prosächsisch-antikönigliche Historiographen, allen voran Lampert von Hersfeld und Bruno von Merseburg. Heutige Historiker machen strukturell-institutionelle Probleme für den Ausbruch der Konflikte verantwortlich. Heinrich IV. berief sich auf Herrschaftsrechte, die dem Königtum entfremdet worden seien, und ließ in exponierten Lagen Höhenburgen als königliche Herrschafts- und Verwaltungszentren für das Reichsgut errichten. Sie unterschieden sich grundsätzlich von den bisher üblichen Burganlagen in Sachsen. Besetzt wurden sie größtenteils mit Angehörigen der königlichen Dienstmannschaft, der Ministerialität, die zum größten Teil aus Schwaben stammten und die ständige Präsenz der Zentralgewalt auch in militärischer Hinsicht sicherten. Das mächtigste Bauwerk war die östlich von Goslar gelegene Harzburg. In der Burgkirche ließ Heinrich seinen wohl im August 1071 verstorbenen Sohn bestatten, sein schon 1055 verstorbener Bruder wurde dorthin überführt. Die Harzburg erhielt somit den Charakter einer zentralen Burgpfalz des Königs. Die bisherige Königsgrablege Speyer spielte in dieser Zeit eine untergeordnete Rolle.
Die verstärkte herrschaftliche Durchdringung des ostsächsischen Raumes, vor allem der Harzregion, stieß auf erbitterten Widerstand der Sachsen. Die Einheimischen mussten Dienstleistungen erbringen – für Fremde, die sogar unfreie Ministerialen waren. Die daraus resultierenden Konflikte mündeten im Vorwurf, Heinrich verletze das Stammesrecht der Sachsen und bedrohe ihre Freiheit. Lange ging die Forschung davon aus, dass der junge salische König mit dieser Politik versucht habe, die in der Übergangszeit von den Ottonen zu den Saliern durch den Adel entfremdeten Güter und Rechte des Königs zurückzugewinnen („Revindikationspolitik“). Neuere Untersuchungen zeigen dagegen, dass in dieser Zeit tatsächlich nur wenig Königsgut verlorengegangen war.
Nach mehreren Beschwerden lud Heinrich 1073 die sächsischen Großen nach Goslar, um gemeinsam über die Streitpunkte zu beraten. Die Sachsen, so berichtet Bruno in seinem Werk über den Sachsenkrieg, seien am festgesetzten Tag vor der Pfalz erschienen, mussten jedoch vergeblich auf Einlass warten. Der Salier habe den Tag lieber mit Würfelspielen verbracht, ungeachtet der Tatsache, „daß er so viele und bedeutende Männer vor seiner Tür warten ließ, als seien sie die niedrigsten Knechte.“ Die Sachsen harrten die ganze Nacht aus, bis ihnen schließlich von einem der königlichen Höflinge mitgeteilt wurde, dass der König die Pfalz bereits verlassen habe. Diese unwürdige Behandlung hochrangiger Personen erschien in sächsischer Perspektive als Auslöser für den Krieg.
Die Sachsen trafen sich noch in der Nacht in einer Kirche und schlossen dort eine coniuratio (Schwureinung) mit dem Ziel, lieber den Tod zu erleiden, als diese Schmach zu akzeptieren. Ein anderes Bild bietet eine königsnahe Quelle: Dem von einem Unbekannten verfassten Panegyrikos Carmen de bello saxonico zufolge hatte sich Heinrich so verhalten, wie es einem Herrscher angemessen war. Die Boten habe er empfangen, ihr Anliegen vernommen und ihnen versichert, dass er gerechtfertigte Bitten erhören werde. Die Sachsen hätten sich jedoch schuldig gemacht, da sie den festgesetzten Verhandlungstag negierten. Sicher ist jedenfalls, dass die Verhandlungen in Goslar scheiterten und die Situation eskalierte. Um den Widerstand auf eine breite Grundlage zu stellen, beriefen die Sachsen Ende Juli 1073 einen Stammestag in Hoetensleben ein, auf dem die Beschwerden gegen die Amtsausübung des Königs öffentlich zur Sprache kommen sollten. In einer Rede Ottos von Northeim ist der Burgenbau ein zentraler Vorwurf. Mit dieser Politik habe der König die Vernichtung der sächsischen Freiheiten geplant. Für das Jahr 1074 berichtet Lampert von Hersfeld erstmals von der Absicht, dass nach der Beratung mit den übrigen Reichsfürsten dem höchst bedrohten Reich ein Herrscher gegeben werden solle, mit dem alle einverstanden wären.
Als die Sachsen mit Heeresmacht vor der Harzburg erschienen, sah sich der König nach halbherzigen Verhandlungen zur Flucht gezwungen. In der folgenden Zeit gelang es ihm nicht, die süddeutschen und lothringischen Fürsten gegen die Aufständischen zu mobilisieren, „weil sie erkannten, daß ihr Rat wegen anderer Ratgeber, die beim König ein und aus gingen, nichts mehr galt.“ Heinrich floh nach Worms, wo die Bewohner den bischöflichen Stadtherrn vertrieben hatten und den Herrscher prunkvoll empfangen. Als Gegenleistung revanchierte sich Heinrich mit der Urkunde von 1074 für Worms, die die Bewohner von allen Zöllen in seinem Herrschaftsbereich befreite. Diese Urkunde war die erste ihrer Art im Reich, die den Bewohnern einer Stadt als Kollektiv ausgestellt worden war. Letztendlich reichte das aber nicht, um sich durchzusetzen. Im Frieden von Gerstungen wurde im Februar 1074 in Anwesenheit von 15 Bischöfen beschlossen, dass er seine Burgen in Sachsen und Thüringen zu zerstören, alle Konfiskationen rückgängig zu machen und das sächsische Recht anzuerkennen habe.
Der Friede von Gerstungen blieb jedoch Episode. Sächsische Bauern erregten sich darüber, dass die Niederlegung der Harzburg auf sich warten ließ, und ergriffen selbst die Initiative. Bei der Zerstörung der Burganlage wurden die Gräber der dort bestatteten Salier geschändet. Der König konnte Rache verlangen, er erhielt dafür nun auch die Unterstützung großer Kreise der Reichsfürsten. Bei seinem Feldzug gegen die sächsischen Aufständischen konnte Heinrich daher ein großes Heer aufbieten. Am 9. Juni 1075 errang er in der Schlacht bei Homburg an der Unstrut einen vollständigen Sieg. Ein zweiter Feldzug im Oktober brachte die Entscheidung. Die Führer des Aufstands, der Erzbischof Werner von Magdeburg, Bischof Burchard von Halberstadt, Otto von Northeim und der Sachsenherzog Magnus Billung, unterwarfen sich. Die sachsenfreundlichen Quellen empfanden es als Vertragsbruch, dass Heinrich den Aufständischen nicht sogleich verzieh, sondern ihre Anführer an weit entfernten Orten inhaftieren ließ. Dies war eine äußerst ungewöhnliche Art der Konfliktbewältigung. Ende des Jahres konnte Heinrich in Goslar das Weihnachtsfest feiern. Es gelang ihm, die dort versammelten Großen eidlich zu verpflichten, keinen anderen als seinen am 12. Februar 1074 geborenen Sohn Konrad zu seinem Nachfolger zu wählen.

### Konflikt mit Papst Gregor VII.

#### Reformpapsttum

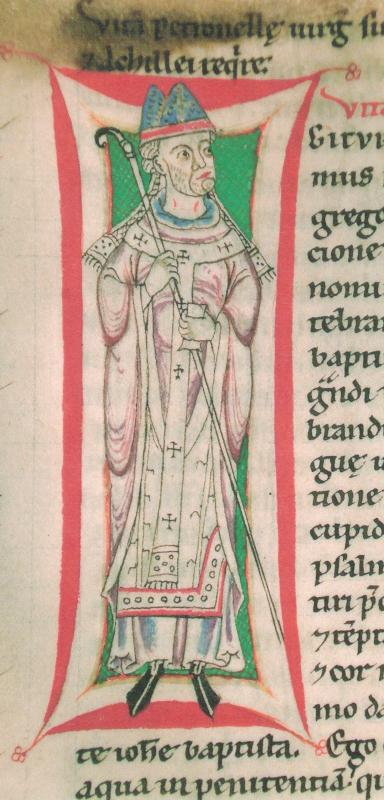
Darstellung Gregors VII. Beginn der Vita Gregorii VII. Pauls von Bernried, Heiligenkreuz, Stiftsbibliothek, Cod. 12, fol. 181v.

Unter der Leitung Papst Nikolaus’ II. fand zu Ostern 1059 eine Lateransynode statt. Das wichtigste Ergebnis war das Papstwahldekret. Den Kardinalbischöfen kam nun die entscheidende Rolle bei der Wahl zu. Die Maßnahme richtete sich wohl nicht gegen den Einfluss des Kaisers, sondern eher gegen die nach wie vor virulenten Versuche stadtrömischer Adelsgruppen, die Papstwahl zu beeinflussen. Da nach dem Tod Heinrichs III. der kaiserliche Schutz ausblieb, vollzog Nikolaus II. zudem eine politische Kehrtwendung: Er schloss ein Bündnis mit den bisher energisch bekämpften Normannen in Unteritalien. Die Normannenfürsten Richard von Capua und Robert Guiskard erhielten die von ihnen eroberten Gebiete als päpstliches Lehen.
Die Kirchenreform strebte die Besserung geistlicher Lebensweisen, die Bekämpfung von Simonie und Nikolaitismus im Klerus, die Freiheit der Kirche von laikalen Einflüssen und vor allem die Erneuerung des Papsttums an. Um dies zu erreichen, sollte die Autorität des Papsttums gesteigert werden. Seit den frühen sechziger Jahren versuchten die Päpste, auf die Reichskirche Einfluss zu nehmen. Als Kaiserin Agnes bat, dem 1060 eingesetzten Erzbischof Siegfried von Mainz das Pallium zu übersenden, wurde ihr Gesuch abgelehnt. Siegfried wurde aufgefordert, das Pallium persönlich in Rom abzuholen. Dies war ein Affront. Die Spannungen verschärften sich nach einer umstrittenen Papstwahl, die zu einem Schisma führte. Ende Oktober 1061 akzeptierte der Königshof auf einer Reichsversammlung die Wahl des Bischofs Cadalus von Parma, der den Namen Honorius II. annahm. Die Reformpartei hatte jedoch am 30. September 1061 in Rom den Bischof Anselm von Lucca als Alexander II. zum Papst erhoben. Die Entscheidung des Königshofs wurde nach dem Staatsstreich von Kaiserswerth rückgängig gemacht, belastete allerdings dauerhaft das ursprünglich gute Verhältnis zwischen Reich und Reformpapsttum.
Nach Heinrichs Mündigkeit scheiterten zwei geplante Romzüge (1065 und 1067) an den Rangstreitigkeiten und an der fehlenden Loyalität der Großen; die 1065 ausgesprochene Einladung Alexanders zur Kaiserkrönung konnte nicht angenommen werden. Dies vergrößerte die Distanz zwischen Königtum und Reformpapsttum. 1072 führte ein lokales Investiturproblem zum Streit. Im Erzbistum Mailand war es im Konflikt um die Durchsetzung der Kirchenreform zu blutigen Auseinandersetzungen gekommen. Nachdem der Erzbischof zurückgetreten war, setzte Heinrich einen neuen Kandidaten ein. Der Papst favorisierte jedoch einen anderen Kandidaten, betrachtete die königliche Maßnahme als Affront und exkommunizierte auf der römischen Fastensynode 1073 fünf Ratgeber des Königs unter dem Vorwurf der Simonie. Der offene Ausbruch des Konflikts wurde durch den Tod Alexanders im April 1073 verhindert. Zu seinem Nachfolger wurde unter tumultuarischen Umständen und gegen die Regeln des Papstwahldekretes Hildebrand erhoben, der sich Gregor VII. nannte. Hildebrand hatte bereits in den Jahren zuvor die päpstliche Politik maßgeblich bestimmt, als Papst führte er den Kampf für die Ziele der Kirchenreform mit unerbittlicher Strenge fort. Im Dictatus Papae vom März 1075 brachte er seine Leitvorstellungen von der Vollgewalt des Papsttums zum Ausdruck.
Zunächst deutete allerdings nichts auf einen ernsthaften Konflikt mit Heinrich IV. hin. Der Papst sah im König noch immer einen Verbündeten bei der Durchsetzung der Kirchenreform; die Streitpunkte waren nicht prinzipieller Natur. In einem Brief (supplex epistola) Heinrichs vom August 1073 an Gregor VII. bedauerte der König seine Jugendsünden. Er verwies auf den Einfluss falscher Ratgeber und versprach, sich zu bessern. Heinrich befand sich im Kampf mit den Sachsen, einen Konflikt mit dem Papst konnte er sich zu diesem Zeitpunkt nicht leisten. Der Brief macht seine „dilatorische Geschicklichkeit“ deutlich. Offenbar machte der König Zugeständnisse, um Zeit zu gewinnen; ob sie ernst gemeint waren, ist in der Forschung umstritten. Der Papst jedenfalls glaubte an die Option einer friedlichen Zusammenarbeit und sah darüber hinweg, dass den frommen Worten keine Taten folgten. Noch am 7. Dezember 1074 hoffte Gregor, in Heinrich einen verlässlichen Bundesgenossen zu finden.

#### Exkommunikation des Königs 1076

„Interea, postquam de banno regis ad aures personuit vulgi, universis noster Romanus orbis contremuit“ (Unterdessen, als die Nachricht vom Bann des Königs der Menge zu Ohren kam, erzitterte unser ganzer römische Erdkreis). Bonizo von Sutri, Liber ad amicum, 12. Jahrhundert. München, BSB, Clm 618, fol. 21v.

Unter dem Eindruck seines Sieges über die aufständischen Sachsen begann Heinrich eine überaus aktive Italienpolitik, die sich nicht mit den päpstlichen Interessen deckte und mit allen vorherigen Zusicherungen brach. Der König investierte am 28. September 1075 unter Missachtung des päpstlichen Willens den Kleriker Tedald mit dem Erzbistum Mailand. Es folgten weitere provokante Personalentscheidungen für die Diözesen Fermo und Spoleto. Am Neujahrstag 1076 überbrachten Gesandte einen Brief Papst Gregors VII., in dem dieser sich über die Maßnahmen des Königs beschwerte und Gehorsam forderte. Der Brief erreichte Heinrich, als er zum Jahreswechsel 1075/76 in der Pfalz Goslar gerade den militärischen Erfolg über die Sachsen feierte und bei den Fürsten die Wahl seines knapp zweijährigen Sohnes Konrad zum Mitkönig durchgesetzt hatte. Heinrich veröffentlichte die Drohungen des Papstes und berief die Bischöfe des Reichs nach Worms. Indem er die vertrauliche Mahnung des Papstes in aller Öffentlichkeit beantwortete, verstieß er gegen die Gepflogenheiten der Konfliktführung und provozierte die Eskalation. Auf einem Hoftag in Worms vom 24. Januar 1076 formulierte der König zusammen mit den beiden Erzbischöfen Siegfried von Mainz und Udo von Trier sowie weiteren 24 Bischöfen drastische Vorwürfe gegen Gregor VII. Er sei entgegen den Vorschriften des Papstwahldekrets in das Amt gelangt und habe zudem den Eid gebrochen, sich niemals zum Papst wählen zu lassen. Um die Folgerung zu unterstreichen, dass Gregor demnach niemals rechtmäßiger Papst gewesen sei, wurde er mit seinem Taufnamen Hildebrand angesprochen. Sowohl in der Eingangs- als auch in der Schlussformel verwies Heinrich dezidiert auf sein Gottesgnadentum. Sein Amt stamme von Gott, ihm allein sei er Rechenschaft schuldig. Die lange Liste der Vorwürfe endet mit der Aufforderung: „Ich Heinrich, durch die Gnade Gottes König, sage dir zusammen mit allen meinen Bischöfen: ‚Steige herab, steige herab!‘“
Gregor VII. ließ sich von den Wormser Ereignissen nicht beeindrucken. Am 22. Februar 1076 setzte er auf der Fastensynode in Rom den König ab, exkommunizierte ihn und löste alle Christen von den Treueiden, die sie Heinrich geschworen hatten. Dabei räumte er aber eine Frist zur Umkehr bis zum 1. August 1076 ein. Gegenüber dem Bischof Hermann von Metz begründete der Papst Exkommunikation und Absetzung damit, dass Heinrich ein „Verächter des christlichen Glaubens, ein Verwüster der Kirchen und des Reiches sowie ein Anstifter und Genosse der Ketzer“ sei.
Diese Maßnahmen bewegten die Zeitgenossen tief, ihre ungeheuerliche Wirkung wird in den Worten des Gregorianers Bonizo von Sutri deutlich: „Als die Nachricht von der Bannung des Königs an die Ohren des Volkes drang, erzitterte unser ganzer Erdkreis.“ Über seine Gegner in den Reihen des Episkopats verhängte Gregor differenzierte Sanktionen. Den Vorsitzenden der Wormser Synode, Erzbischof Siegfried von Mainz, sowie einen zum König übergelaufenen Kardinal und die Anhänger Heinrichs unter den italienischen Bischöfen setzte er mit sofortiger Wirkung ab und verstieß sie aus der Gemeinschaft der Kirche. Andere Bischöfe wurden hingegen zur Rechtfertigung nach Rom vorgeladen.

#### Gang nach Canossa 1077

Mathilde von Canossa und Hugo von Cluny als Fürsprecher Heinrichs IV. (Vita Mathildis des Donizio, um 1115. Vatikanstadt, Biblioteca Apostolica Vaticana, Ms. Vat. lat. 4922, fol. 49v)

Die Nachricht von seiner Exkommunikation und Absetzung durch den Papst erreichte Heinrich während des Osterfestes in Utrecht. Bischof Wilhelm von Utrecht, der in Worms einer der schärfsten Kritiker Gregors gewesen war, und einige der in Worms beteiligten Bischöfe starben kurze Zeit später. Die Kathedrale von Utrecht brannte nach einem Blitzschlag aus. Von Heinrichs Gegnern wurden diese Ereignisse als Zeichen für Gottes Zorn aufgefasst. Eine Königsurkunde mit einer Stiftung für den Wiederaufbau vermerkt, dass die Kathedrale „wegen unserer Sünden“ abgebrannt sei. Die Unterstützung Heinrichs schwand nach Ostern rapide. Bereits nach kurzer Zeit distanzierten sich die Erzbischöfe von Mainz und Trier sowie die Bischöfe von Straßburg, Verdun, Münster, Utrecht, Speyer, Basel und Konstanz, die den König noch in Worms unterstützt hatten. Andere bezogen eine abwartende Haltung. Ein für Pfingsten vorgesehener Hoftag, auf dem man Gregor absetzen wollte, kam mangels Beteiligung zu keinem Ergebnis. Die Frage, warum so viele Bischöfe 1076 schwankend wurden, verweist auch auf die individuellen Werdegänge. Die 16 von Heinrich bis 1076 eingesetzten Bischöfe stammten aus der Hofkapelle. Doch hatte der König im Unterschied zu seinem Vater nicht immer eine glückliche Hand gehabt. Gegen eine Reihe seiner Kandidaten regte sich Widerstand in den Bischofskirchen, etwa in Worms, Speyer, Konstanz, Bamberg und Köln. Ohne Anerkennung und Rückhalt in ihren Kirchen konnten diese Bischöfe keine wirksame Stütze sein. Im Sommer 1076 verharrte nur noch eine kleine Gruppe auf der Seite des Königs.
Die drei mächtigen süddeutschen Herzöge Welf von Bayern, Rudolf von Schwaben und Berthold von Kärnten verbanden sich früh gegen Heinrich. Die von ihnen geführte Fürstenopposition vereinigte sich mit den sächsischen Gegnern und den wenigen ausgewiesenen Gregorianern in der deutschen Geistlichkeit. Am 16. Oktober trat eine Fürstenversammlung in Trebur zusammen, um über das weitere Schicksal des Reiches und des Königs zu beraten. Die wichtigsten Reichsfürsten, päpstlichen Legaten sowie Anhänger Heinrichs sollten die Konflikte beilegen, der König selbst wurde nicht beteiligt. Gegenstand der Beratungen der Großen war die gesamte Amts- und Lebensführung des Herrschers. Besonders kritisiert wurde, dass er die Fürsten nur unzureichend an Entscheidungsprozessen beteilige.
Heinrich befand sich währenddessen mit seinem Heer auf der anderen Rheinseite in Oppenheim. Schließlich teilte man ihm mit, er müsse sich bis zum Jahrestag der Exkommunikation vom päpstlichen Bann befreien, sonst würde man ihn nicht mehr als Herrscher akzeptieren. Nach langen Verhandlungen versprach Heinrich, dem Papst Gehorsam (oboedientia) und Genugtuung (satisfactio) zu leisten. Dafür wurde auf die sofortige Wahl eines anderen Königs verzichtet. Eine erneute Prüfung und Untersuchung der Lebens- und Amtsführung durch den Papst sollte am 2. Februar 1077 auf einer Versammlung in Augsburg stattfinden.
Angesichts dieses Ultimatums blieb Heinrich im Winter 1076/77 nur der Weg nach Italien, um sich mit dem Papst in Verbindung zu setzen und die Aufhebung der Exkommunikation zu erwirken. Die feindlichen Herzöge Welf von Bayern, Rudolf von Schwaben und Berthold von Kärnten hatten die Alpenpässe besetzt. So blieb nur der gefahrvolle Weg über den Mont Cenis in Burgund. Lampert von Hersfeld hat die Erzählungen über die winterliche Reise durch die Westalpen in dramatischen Worten wiedergegeben. Die königliche Familie stieg mit kleinem Gefolge über den Pass. Die Männer krochen auf Händen und Füßen, die Frauen wurden auf Rinderhäuten über das Eis gezogen, die meisten Pferde starben oder wurden schwer verletzt. Papst Gregor begab sich nach dem Eintreffen der Nachricht, dass der gebannte König nahe, auf die Burg Canossa seiner Parteigängerin Mathilde von Canossa, die vermitteln sollte. Heinrich kam nicht als Führer eines militärischen Aufgebots. Vielmehr verbrachte er im Büßergewand, barfuß und ohne Herrschaftszeichen drei Tage im Vorhof der Burg. Unter Tränen der Reue flehte er um Erbarmen. Als Vermittler zur Versöhnung traten unter anderen sein Taufpate Abt Hugo von Cluny und die Markgräfin Mathilde auf.
Am 28. Januar wurde Heinrich Einlass gewährt. Die Niederwerfung vor Gregor, Schuldbekenntnis, Absolution und Eucharistiefeier stellten die Gemeinschaft von Papst und König wieder her. Durch ein abschließendes gemeinsames Mahl zeigte man, dass man künftig friedlich und freundschaftlich miteinander umgehen wollte. Heinrich versprach eidlich, sich der in Trebur beschlossenen Untersuchung seiner Amts- und Lebensführung zu stellen. Bischof Anselm von Lucca berichtet hingegen, Heinrich IV. habe geschwiegen, keine Speisen angerührt und auf der Tischplatte mit seinem Fingernagel herumgekratzt. Nicht schlechtes Benehmen bei Tisch war dafür verantwortlich, sondern Heinrich wollte, wie Gerd Althoff annimmt, die rechtlichen Verpflichtungen abwehren. Ein gemeinsames Mahl stellte eine rechtsrituelle Handlung dar. Für die Zukunft verpflichtete man sich dadurch zu einem bestimmten Verhalten gegenüber dem Tischgenossen.
Der Büßergang nach Canossa wird von der Forschung vor allem als taktischer Schachzug des Königs angesehen, um der drohenden Absetzung durch die Fürsten zu entgehen. Timothy Reuter (1991) und Gerd Althoff (1993) haben die rituellen Handlungen Heinrichs in Canossa als Akte einer deditio und weniger als Kirchenbuße aufgefasst. 2008 hat Johannes Fried eine Neuinterpretation der Ereignisse vorgestellt: Nachdem der König vom Kirchenbann gelöst worden war, hätten demnach Heinrich und Gregor in Canossa einen Friedensvertrag geschlossen. Das Geschehen in Canossa erscheint in dieser Perspektive nicht als Demütigung, sondern vielmehr als großer Erfolg des salischen Königs, wenngleich die Gegner beider Seiten die Einigung bald zunichtemachten. Diese Überlegungen wurden von anderen Forschern (Gerd Althoff, Stefan Weinfurter und Steffen Patzold) kritisiert und zurückgewiesen. Fried hat daraufhin 2012 seine Argumente in ausführlicher Form noch einmal dargelegt. Althoff hat Frieds These in einem 2014 erschienenen Fachartikel erneut abgelehnt.

### Zeit der Gegenkönige (1077–1080)

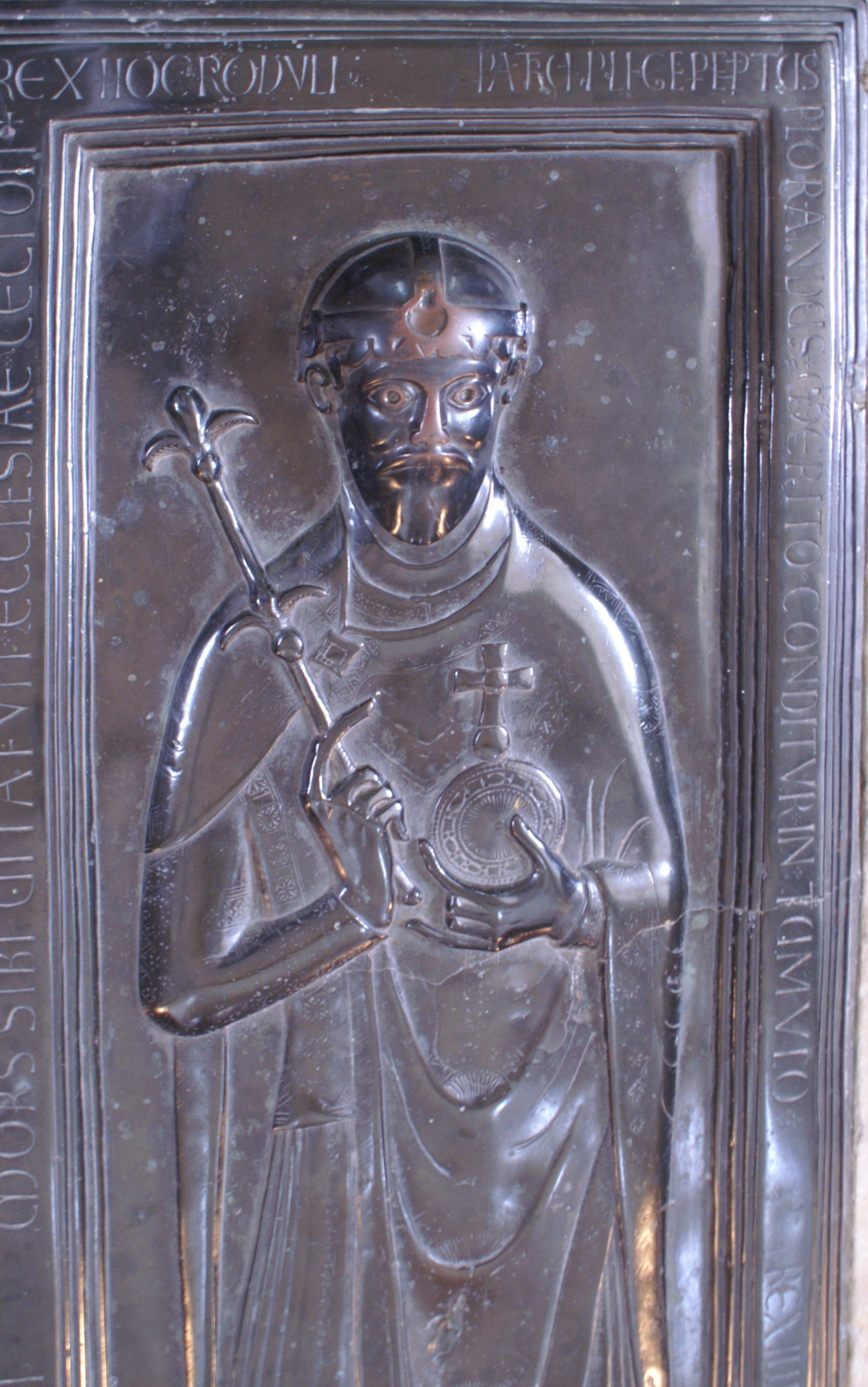
Die Grabplatte Rudolfs von Rheinfelden im Dom zu Merseburg ist die älteste Bronzegrabplatte Mitteleuropas. Sie war einst vergoldet und mit Edelsteinen ausgelegt. Die Grabplatte trägt die Umschrift: König Rudolf, dahingerafft für das Gesetz der Väter, zu beklagen nach seinem Verdienst, ist hier im Grab bestattet. Als König war ihm, hätte er in Friedenszeiten geherrscht, niemand seit Karl vergleichbar an Fähigkeiten des Geistes und Schwertes. Dort wo die Seinen siegten, fiel er, heiliges Opfer des Krieges. Der Tod ward ihm Leben: für die Kirche sank er dahin.

Die oppositionellen Fürsten wollten Heinrich auch nach dessen Lösung vom Bann nicht mehr als König akzeptieren. Bereits vor den Ereignissen in Canossa waren die Absetzung des Königs und die Wahl eines Nachfolgers vereinbart worden. Im März 1077 versammelten sich in Forchheim die süddeutschen Herzöge, Otto von Northeim, die drei Erzbischöfe Siegfried von Mainz, Werner von Magdeburg und Gebhard von Salzburg sowie die Bischöfe von Worms, Würzburg, Passau und Halberstadt. Am 15. März wurde Rudolf von Schwaben („von Rheinfelden“) zum gerechten „König, Lenker und Schützer des ganzen Reiches“ erhoben. Nach Vorstellung der Fürsten sollte der zum Wohle des Reiches am besten Geeignete frei gewählt werden. Damit wurde zugleich ein gesalbter und von den Großen einst gewählter Herrscher, dem jeder einzelne einen Treueid geschworen hatte, durch die kollektive Entscheidung der Großen abgesetzt. Rudolf musste sich verpflichten, die Bischofsstühle nach freier kanonischer Wahl ohne simonistische Praktiken zu besetzen, und für die Thronfolge das Prinzip der freien Wahl anerkennen. Am 26. März 1077 wurde er von Erzbischof Siegfried in Mainz gekrönt und gesalbt. Der neue König hielt sich vornehmlich in Sachsen auf, wo er die verlässlichste Unterstützung fand. Gregor nahm im Thronstreit eine abwartende Position ein. Der Papst bestand auf einer Untersuchung, welchem König das Recht zu herrschen zukomme. Mit dieser Haltung stieß er auf die Kritik der sächsischen Opposition. Erst das Jahr 1080 brachte in den Beziehungen zwischen Königtum und Papsttum die Wende, als Gregor erneut die Exkommunikation über Heinrich verhängte und zugleich das Investiturverbot verschärfte. Gregor dürfte seine Haltung erst geändert haben, als er erkannte, dass Heinrich eine Untersuchung seiner Lebens- und Amtsführung nicht wollte und bisher alles getan hatte, um sie zu verhindern.
Auf einem Hoftag Heinrichs in Ulm im Mai 1077 wurden Rudolf von Rheinfelden, Welf IV. von Bayern und Berthold von Kärnten als Hochverräter verurteilt, ihre Herzogtümer und Lehen wurden ihnen entzogen. Bayern behielt Heinrich, das Herzogtum Kärnten erhielt Liutold aus der Familie der Eppensteiner. Im März 1079 erhob Heinrich den Staufer Friedrich I. zum Herzog von Schwaben. Zugleich wurde Friedrich mit Heinrichs Tochter Agnes verlobt. Rudolf erhob daraufhin mit Unterstützung Welfs IV. seinen Sohn Berthold zum Herzog von Schwaben. Nach der Doppelung im Königtum gab es nun auch eine Doppelung im Herzogtum. Die Jahre zwischen 1077 und 1080 waren von umfassenden militärischen Anstrengungen geprägt, die jedoch keine Entscheidung brachten. Erst am 15. Oktober 1080 kam es in Thüringen an der Elster zur Entscheidungsschlacht zwischen den beiden Königen. Heinrichs Heer unterlag, jedoch wurde Rudolf verwundet und starb wenige Tage später. Es war der erste Schlachtentod eines Königs im Kampf um die Krone des ostfränkisch-deutschen Reiches. Der Umstand, dass Rudolf bei seiner tödlichen Verwundung die rechte Hand (die Schwurhand) verloren hatte, erschien Heinrichs Anhängern als Gottesurteil. In ihren Augen war dies die Folge des offenkundigen Treubruchs eines Verräters. Rudolfs Anhänger dagegen stellten seinen Tod als heiliges Opfer für die Kirche dar. In der Merseburger Bischofskirche, dem Zentrum des antisalischen Widerstandes, wurde Rudolf wie ein Märtyrer inmitten des Chores vor dem Hochaltar beigesetzt. Für das Grab wurde eine vergoldete Bronzeplatte angefertigt, die als älteste erhaltene figürliche Plastik des Mittelalters bis heute im Merseburger Dom zu sehen ist. Die Grabinschrift lässt erkennen, dass der gefallene König von seinen Anhängern als Märtyrer verehrt wurde. Angesichts der Art der Bestattung Rudolfs soll Heinrich bemerkt haben, er wünschte, alle seine Feinde lägen so ehrenvoll begraben.
Der sächsische Widerstand gegen Heinrich brach nach Rudolfs Tod keineswegs zusammen. Der Plan des Saliers, das Weihnachtsfest in Goslar zu feiern, scheiterte an einem großen sächsischen Heer, das sich diesem Vorhaben entgegenstellte. Daraufhin soll der König, um Sachsen dennoch dem salischen Königtum zu erhalten, den Fürsten angeboten haben, niemals wieder ihr Land zu betreten, falls sie seinen Sohn Konrad zum König wählten. Nach Bruno von Merseburg soll Otto von Northeim dieses Angebot abgelehnt haben: Er habe schon oft gesehen, dass ein minderwertiges Rind auch ein ebensolches Kalb zur Welt gebracht habe, und so trage er weder nach dem Vater noch nach dem Sohn Verlangen. Heinrich wollte nach dem Ende des Gegenkönigtums nach Italien ziehen, um sich gegen Gregor VII. zu wenden. Seine Ratgeber wiesen jedoch darauf hin, dass eine längere Abwesenheit zu gefährlich sei, wenn man nicht zuvor mit den Sachsen einen Frieden für die Dauer der Abwesenheit ausgehandelt habe. Im Februar fanden sich jeweils fünf Bischöfe aus den beiden Lagern im Kaufunger Wald ein. Unter Führung des Erzbischofs Gebhard von Salzburg wollten die Sachsen ihr Wissen über die Taten und Untaten des Königs öffentlich verbreiten, um so die Gegenseite zu überzeugen, dass der König sein Amt verwirkt habe. Die königstreuen Bischöfe verweigerten jedoch diese Untersuchung. Obwohl die Verhandlungen scheiterten, machte sich Heinrich auf den Weg nach Italien. Zwar wählte die antisalische Partei auf einer wenig besuchten Fürstenversammlung in Ochsenfurt im August 1081 mit Graf Hermann von Salm erneut einen König, außerhalb Sachsens blieb dieser jedoch weitgehend wirkungslos.

### Förderung Speyers in den 1080er Jahren

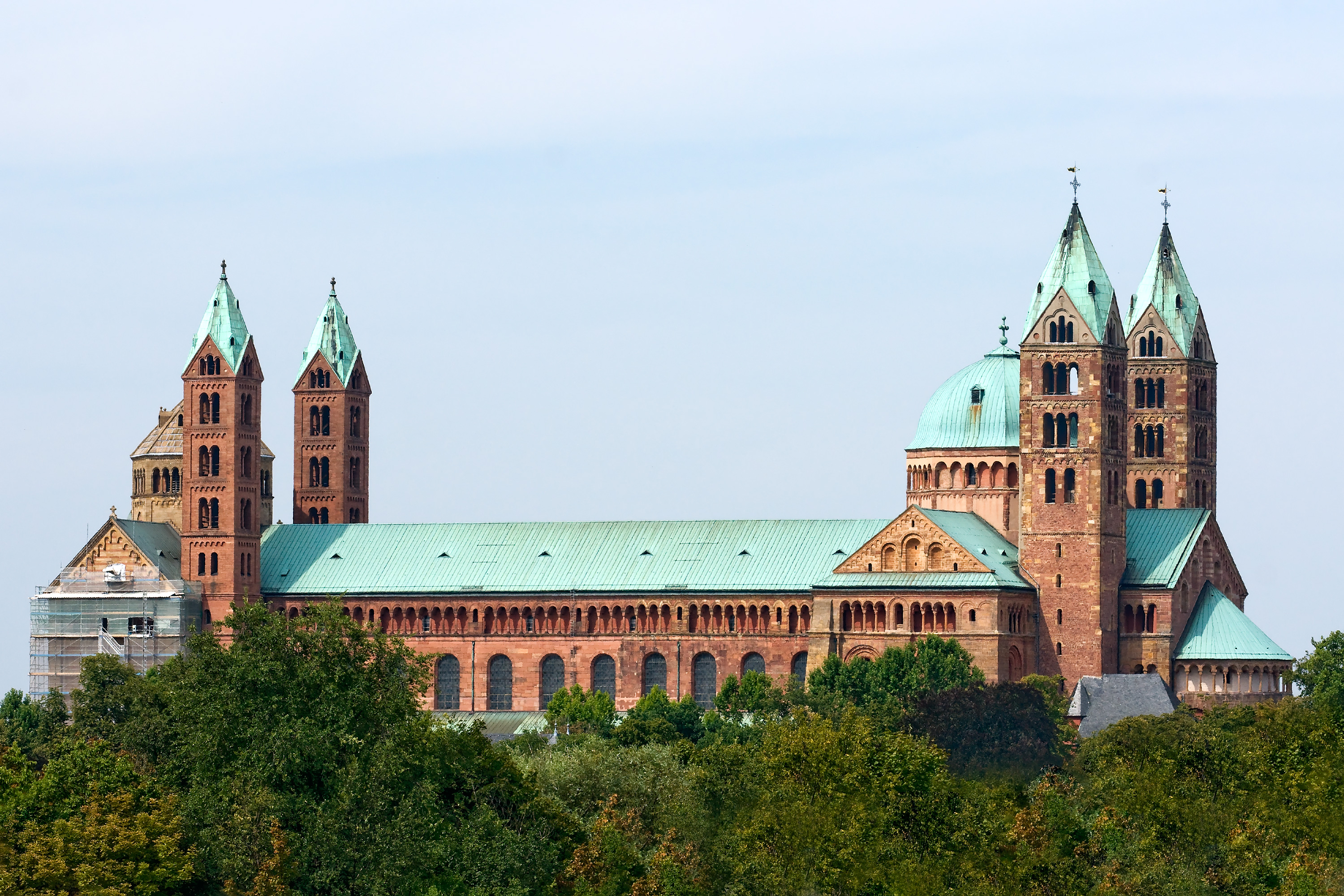
Der Dom zu Speyer

Heinrich hatte sich am Vorabend der Entscheidungsschlacht gegen Rudolf von Rheinfelden mit einer Stiftung der Güter Winterbach und Waiblingen an Speyer unter den Schutz der Gottesmutter Maria begeben. Nach dem Tod des Gegenkönigs entschloss sich der Salier zu einem grundlegenden Umbau des Speyerer Domes. Mit dem Neubau stattete er den himmlischen Mächten Dank für ihre Unterstützung gegen seine Widersacher ab. Besonders in den 1080er Jahren wurden der Kirche zahl- und umfangreiche Schenkungen übertragen. Nach den Klöstern Limburg an der Haardt und St. Lambrecht (1065) übertrug Heinrich ihr nun auch Eschwege, Kaufungen, Hornbach und die Propstei Naumburg in der Wetterau. Zudem schenkte er ihr Besitz im Remstal, im Nahegau, im Uffgau und in Sachsen. Dem Bischof von Speyer verlieh er die Grafschaften Lutramsforst und Forchheim.
In seinen Schenkungsurkunden verwies Heinrich auf das Andenken seiner Ahnen, an die der salische König, sich auf die Legitimationskraft ihrer Grablege in Speyer stützend, anzuknüpfen versuchte. Bis 1090 stehen mit Konrad II. und seine Frau Gisela sowie Heinrich III. und seine Frau Agnes immer dieselben Personen des engsten Kreises der Herrscherdynastie im Mittelpunkt. Bis auf Agnes waren alle seine Ahnen, die ihm nach seiner Auffassung nach göttlichem Willen das Recht zur Königsherrschaft verschafft hatten („Erbfolge auf göttlichen Ratschluss“), im Dom zu Speyer bestattet. Diese Gottunmittelbarkeit des König- und Kaisertums sollte in einem einzigartigen Prachtbau dokumentiert werden. Der Dom mit seiner Patronin Maria sollte Heinrichs wichtigster Halt im Kampf gegen die gregorianischen Kirchenreformer und gegen die Fürstenopposition im Reich werden. In zwanzigjähriger Bauzeit wurde von etwa 1080/1081 bis 1102/1106 unter der Bauleitung Bischof Bennos II. von Osnabrück und später des königlichen Kapellans Otto das großartigste Bauwerk der damaligen christlichen Welt des Westens geschaffen. Der gesamte Ostteil der Kirche wurde neu errichtet, alle anderen Teile wurden erheblich verändert. Aussehen und Pracht des Kirchengebäudes waren nun entscheidend und nicht mehr die Ausdehnung der Saliergräber. Nach dem Urteil des Verfassers der Heinrichsvita entstand ein Bauwerk, das „mehr als alle Werke der alten Könige Lob und Bewunderung verdient.“ 1101 wurden dem Domklerus in einem großen Privileg alle Besitzungen, Rechte und Freiheiten bestätigt und garantiert. Speyer wurde ein bedeutendes Symbol für Begründung und Bestand des salischen König- und Kaisertums im Allgemeinen und für das Seelenheil Heinrichs im Besonderen.

### Heinrichs Kaiserkrönung und Gregors Ende

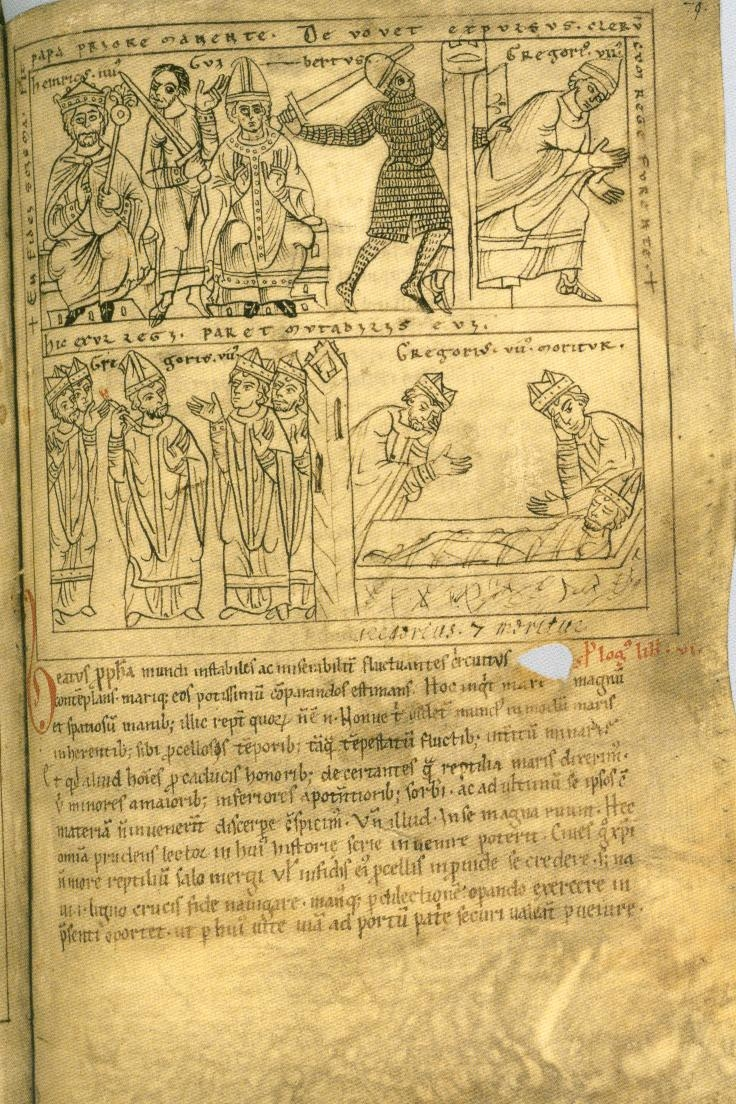
Otto von Freising, „Weltchronik“: Die Flucht Gregors VII. aus Rom 1084 (oben), Exil und Tod Gregors in Salerno (1085) (unten), 1177–1185, Jena, Thüringer Universitäts-Landesbibliothek: Ms. Bos. q. 6, fol. 79r

Als Folge des strikteren Investiturverbots stellte sich in Versammlungen in Bamberg und Mainz der überwiegende Teil des Reichsepiskopats durch die Aufkündigung des Gehorsams gegenüber Gregor klar auf die Seite des Königs. Allein in Mainz wollten 19 Bischöfe einen neuen Papst wählen. Dem Ansehen Gregors schadete es außerdem, dass er nach der erneuten Bannung des Königs 1080 dessen Untergang bis zum 1. August 1080 vorhersagte und zu seiner eigenen Vertreibung aufforderte, sollte seine Prophezeiung sich nicht erfüllen. Im Juni 1080 wurde auf der Synode in Brixen ein Gegenpapst gewählt und die Einleitung eines kanonischen Verfahrens gegen Gregor bestimmt. Die Wahl fiel auf Wibert, seit 1072 Erzbischof von Ravenna, der sich den Namen Clemens III. gab.
Um das Pfingstfest 1081 erreichte Heinrich die Stadtmauern Roms, doch stellten sich die Römer vor Papst Gregor VII. und die Stadt blieb ihm verschlossen. Mehrere Wochen lagerte Heinrichs Heer vor Rom und verwüstete das Umland. Aufgrund der einsetzenden Sommerhitze musste es sich unverrichteter Dinge zurückziehen. Anfang 1082 erschien Heinrich erneut vor Rom. Dem König gelang es, den Normannen Jordanes von Capua zu einem Parteiwechsel zu überreden. Die Normannen von Apulien und Capua waren nun in ihrer Haltung zum Papst gespalten. Nachdem sich in Rom Widerstand gegen Gregor formiert hatte, gelang es Heinrich 1084, die Stadt einzunehmen. Entscheidend wurde der Abfall von 13 Kardinälen, die Gregors Kompromisslosigkeit und seinen autokratischen Herrschaftsstil nicht mehr hinnehmen wollten. Gregor VII. zog sich in die Engelsburg zurück. Am 21. März 1084 wurde eine Synode einberufen, die Gregor die päpstliche Würde absprach und ihn exkommunizierte. Als Grundlage für die Absetzung wurde der Hauptvorwurf angeführt, dass er sich durch Anerkennung des Gegenkönigs Rudolf des Majestätsverbrechens schuldig gemacht habe. An Gregors Stelle wurde Clemens III. zum Papst erhoben, der am Ostersonntag 1084 Heinrich und seine Gemahlin zu Kaiser und Kaiserin krönte. Dieser Moment gilt als Höhepunkt der Regierung Heinrichs. Kurz nach der Kaiserkrönung wurde in einem Diplom vom 24. Mai 1084 die unmittelbare göttliche Einsetzung (A deo coronatus) herausgestellt. Entscheidend war es nun, die Unmittelbarkeit zu Gott ohne die Vermittlung der Geistlichkeit, insbesondere des Papstes, zu betonen.
Gregor VII. hoffte auf das Einschreiten des normannischen Herzogs Robert Guiskard, für den eine starke Kaisermacht in Italien eine Gefahr für die Konsolidierung der normannischen Herrschaft darstellte. Am 28. Mai 1084 nahmen die Normannen Rom ein, Heinrichs Heer verließ die Stadt fluchtartig. Robert Guiskards Truppen befreiten Gregor, plünderten die Stadt und zündeten Rom an. Wegen der folgenden Unruhen gegen die Verbündeten des Papstes verließ Gregor die Stadt mit kleinem Gefolge und zog sich nach Salerno zurück. Dort starb er am 25. Mai 1085. Noch auf dem Totenbett nahm er Heinrich und Wibert und die Häupter ihrer Partei ausdrücklich von seiner Vergebung aus. Heinrich zog sich in wenigen Wochen über Pisa nach Verona zurück und kündigte seinen Anhängern nördlich der Alpen sein baldiges Erscheinen in Regensburg an. Seinen minderjährigen Sohn Konrad ließ er in Oberitalien zurück, um die Präsenz des salischen Königtums zu gewährleisten.

### Festigung der Macht und Fortdauer der Krise: Die 1080er und 1090er Jahre
Um die Mitte des Jahres 1084 war Heinrich in den nördlichen Reichsteil zurückgekehrt. In Mainz setzte er Anfang Oktober 1084 mit der Ernennung Wezilos zum Erzbischof von Mainz seinen Investituranspruch durch. Anschließend wandte er sich gegen Bischof Hermann von Metz. Bischof und Stadt unterwarfen sich dem heranziehenden Kaiser. Dennoch wurde Hermann im Mai 1085 auf einer Mainzer Synode seines Amtes enthoben. Fünfzehn weitere gregorianische Bischöfe wurden abgesetzt und exkommuniziert, ein Gottesfriede wurde verkündet. Seinen langjährigen Helfer Herzog Wratislav von Böhmen erhob Heinrich zum König.
Am 20. Januar 1085 fanden erneute Verhandlungen zwischen der sächsischen und der königlichen Seite im thüringischen Gerstungen-Berka statt. Dabei ging es um die Frage, ob man mit Exkommunizierten in einer Gemeinschaft leben dürfe. Die königliche Seite wurde von den vier Erzbischöfen Liemar von Hamburg-Bremen, Wezilo von Mainz, Sigewin von Köln und Egilbert von Trier unterstützt; die Gregorianer wurden vom Kardinallegaten Odo von Ostia, von Gebhard von Salzburg und Hartwig von Magdeburg sowie weiteren ausschließlich sächsischen Bischöfen vertreten. Die Anhänger Heinrichs gingen aus diesen Verhandlungen gestärkt hervor. Durch den Tod ihrer führenden Köpfe Otto von Northeim (1083) und Bischof Burchard von Halberstadt (1088) fiel die sächsische Oppositionsbewegung in den folgenden Jahren in sich zusammen. Den Gegnern des Kaisers gelang es nach dem Tod des erfolglosen Hermann von Salm nicht, einen dritten Gegenkönig aufzubieten. Doch Heinrich konnte seinerseits Sachsen nicht dauerhaft an das Königtum binden. 1088 gelang schließlich ein Friedensschluss zwischen Heinrich und den Sachsen.
1087 ließ Heinrich seinen Sohn Konrad in Aachen zum König krönen und versuchte damit, dem salischen Haus die Nachfolge zu sichern. Im selben Jahr verstarb seine Gemahlin Bertha. Am 14. August 1089 heiratete der Kaiser in Köln Praxedis (Adelheid), die um 1070 geborene Tochter des Großfürsten Wsewolod I. von Kiew und Witwe des Markgrafen Heinrich von Stade, möglicherweise, um den 1088 mit den sächsischen Bischöfen und Fürsten ausgehandelten Friedensschluss zu bekräftigen. Die Krönung der Kaiserin vollzog dabei mit Erzbischof Hartwig von Magdeburg ein früherer Gegner Heinrichs. Um 1090 stellte Heinrich unter Rückgriff auf karolingische Vorgängerbestimmungen ein erstes Schutzprivileg für die Wormser Juden aus. Dieses Privileg stellte die Juden unter den besonderen Schutz des Königs und regelte ihre Rechte im Umgang mit den christlichen Mitbewohnern. Im Jahre 1090 verlieh Heinrich auch den Juden von Speyer ein Privileg.
In Italien hatte sich währenddessen die Lage für den König verschlechtert. 1090 vereinigten sich seine oberitalienischen und süditalienischen Gegner. Der gregorianische Papst Urban II. konnte sich gegen den kaiserlichen Gegenpapst Clemens III. behaupten, Erzbischof Anselm von Mailand schloss sich ihm an. Urban, der als großer Pragmatiker unter den Reformpäpsten gilt, verhalf der Reformkirche in der Folgezeit zum Durchbruch. 1089 gelang es ihm, eine Ehe zwischen der 43-jährigen Markgräfin Mathilde von Canossa und dem achtzehnjährigen Welf V. zu vermitteln, wodurch ein wirkungsvoller Zusammenschluss der antisalischen Parteien nördlich und südlich der Alpen erzielt werden konnte. Die neue Kräftekonstellation in Italien veranlasste Heinrich 1090 zu seinem dritten Italienzug. In Reichsitalien förderte Heinrich besonders im Machtbereich Mathildes von Tuszien die aufstrebende Schicht des Stadtbürgertums (Lucca, Pisa, Mantua). Viele der von Heinrich geförderten Angehörigen wohlhabender Kaufmannsfamilien wie etwa in Pisa sollten künftig das städtische Konsulat bekleiden. Nach über einjähriger Belagerung nahm Heinrich Mantua ein und feierte dort 1091 das Osterfest. 1092 wandte er sich Canossa zu, dem Hauptsitz der Markgräfin Mathilde. Dort wurden jedoch seine militärischen Erfolge durch einen plötzlichen Ausfall der Belagerten wieder zunichtegemacht.
Im Frühjahr 1093 fiel völlig überraschend sein ältester Sohn Konrad von ihm ab und im Jahr darauf floh seine zweite Gemahlin Praxedis (Adelheid) in das Lager der italienischen Gegner. Konrad ließ sich 1093 in Mailand zum König von Italien krönen und nahm Kontakte zu Papst Urban II. auf, der ihm die Kaiserkrone in Aussicht stellte. Durch die Vermählung mit einer Tochter des normannischen Grafen Roger integrierte Urban ihn vollständig in das päpstliche Netzwerk. Konrads Gegenkönigtum in Italien blieb jedoch im nördlichen Reichsteil bedeutungslos. Die gregorianische Seite konnte allerdings die Flucht und den Parteiwechsel der Praxedis für sich nutzen: Praxedis trat Anfang März 1095 auf der Synode von Piacenza auf und beschwerte sich öffentlich „wegen der unerhörten Scheußlichkeiten der Unzucht, welche sie bei ihrem Gemahl erduldet hatte“. Der Salier wurde aufgrund der Vorwürfe abermals exkommuniziert.
Heinrich konnte wegen der Sperrung der Alpenübergänge durch eine Koalition der süddeutschen Herzöge Welf von Bayern und Berthold von Zähringen mit Bischof Gebhard von Konstanz Italien nicht verlassen. Die Jahre 1093 bis 1096 verbrachte er – zur Untätigkeit gezwungen – eingeschlossen in Oberitalien. Aus dem Jahr 1094 hat sich keine einzige von ihm ausgestellte Urkunde erhalten. Zwischen Mailand, Cremona, Lodi und Piacenza bildete sich in dieser Zeit ein lombardischer Städtebund, der sich der welfisch-tuszischen Koalition anschloss. Unterstützung erhielt Heinrich nur durch Aquileja und Venedig. Die Venezianer erhielten für ihre Unterstützung von Heinrich ein weitreichendes Handelsprivileg. Nach einer gregorianischen Stimme soll Heinrich in seiner Bedrängnis gar an Selbstmord gedacht haben. Urban konnte währenddessen nach Südfrankreich reisen und dort den Ersten Kreuzzug initiieren.
In der Zwischenzeit breiteten sich die Ideen der gregorianischen Reform im Reich weiter aus. Im Adel griff der Reformgedanke um sich und führte besonders in Schwaben und in Sachsen zu einer engen Verbindung zwischen adlig-fürstlicher Opposition und kirchlicher Reformbewegung. In Schwaben war der Staufer Friedrich I. 1079 mit der Königstochter Agnes vermählt und zum Herzog von Schwaben erhoben worden. Die Gregorianer hatten sich 1092 auf die Erhebung eines Gegenherzogs, des Zähringers Berthold II., verständigt. In Ulm einigte man sich auf einen Landfrieden, in dem die Anhänger Heinrichs IV. jedoch nicht mit eingeschlossen waren. Die Mehrzahl der Konvente nahm jedoch in Heinrichs Konflikten mit Reformpapsttum und Fürstenopposition eine neutrale Haltung ein. Sie kündigten dem König weder die Treue auf noch suchten sie Kontakt zum Reformpapsttum und dessen Anhängern. Zu Heinrichs entschiedenen Gegnern gehörten allerdings die Klöster Reichenau, Corvey, St. Blasien, Hirsau, Polirone und Montecassino. Insbesondere Hirsau etablierte sich als Zentrum der Mönchs- und Kirchenreform.
Erst das abrupte Ende der Ehe zwischen Welf V. und Mathilde 1095 eröffnete Heinrich neue Handlungsmöglichkeiten. Er erreichte eine Einigung mit den Welfen und erkannte 1096 Welf IV. wieder als Herzog von Bayern an. Vielleicht wurde dabei den Welfen die Erblichkeit der Herzogswürde Bayerns zugesichert. Mit dem Zähringer erzielte Heinrich 1098 ebenfalls eine Einigung. Der Staufer Friedrich behielt das Herzogtum, der Zähringer durfte jedoch den Herzogstitel und seinen Herrschaftsbereich, der noch durch die umfangreiche Reichsvogtei Zürich vergrößert wurde, behalten. Es gab nun das Herzogtum Schwaben und einen „Herzog von Zähringen“. Der Ausgleich mit den oppositionellen Gruppen bildete die Voraussetzung für die Rückkehr Heinrichs aus Italien.
Die Herrschaft des Kaisers schien in den folgenden Jahren gefestigt zu sein. Als Heinrich nach seiner Rückkehr aus Italien in Regensburg das Pfingstfest feierte, erschien eine große Anzahl weltlicher und geistlicher Reichsfürsten. Auch die späteren Hoftage waren gut besucht, die Bischofserhebungen verliefen fast immer ohne Widerspruch im Sinne des Kaisers. Gegen Erzbischof Ruthard von Mainz ging Heinrich vor, da dieser den Juden bei mit dem Beginn des ersten Kreuzzuges zusammenhängenden Pogromen nicht genug Schutz gewährt hatte. Ruthard musste sich daraufhin nach Thüringen zurückziehen und versuchte die Opposition gegen den König zu organisieren. 1098 gelang es Heinrich auf der Mainzer Synode, trotz mancher Bedenken die Zustimmung der Fürsten zur Enterbung seines Sohnes Konrad zu erlangen. Königtum und Erbe wurden Konrad aberkannt und Heinrichs jüngerem Sohn Heinrich V. zugesprochen. Heinrich nutzte dabei geschickt das immer stärker ausgeprägte Selbstverständnis der Fürsten, für das Wohl des Reiches Sorge zu tragen, indem er argumentierte, dass die Fürsten wenigstens im Interesse des „Staatswesens“ (rei publicae causae) einschreiten würden, wenn jemand durch Gewalt und Verbrechen zur Herrschaft gelange. Der 1086 geborene Sohn Heinrich V. wurde am 6. Januar 1099 in Aachen gekrönt. Ihm nahm Heinrich den Eid ab, sich zu Lebzeiten des Vaters niemals gewaltsam des Reiches oder der väterlichen Güter zu bemächtigen. In Rom starb am 29. Juli 1099 Papst Urban II., von den Kirchenreformern wurde Paschalis II. zum Nachfolger gewählt. Der Gegenpapst Clemens III. starb am 8. September 1100. Die Investitur durch den König bildete fortan den Schwerpunkt des Konfliktes zwischen Kaiser und Papst. Paschalis II. bemühte sich in den Folgejahren, die deutschen Fürsten für sich zu gewinnen.
Heinrich widmete sich um die Jahrhundertwende verstärkt der Friedenswahrung. 1103 wurde in Mainz ein reichsweiter Landfrieden verkündet. Eine Anzahl der mächtigsten Fürsten des Reichs, Welf V. von Bayern, Berthold II. von Zähringen und Friedrich I. von Schwaben, schloss sich mit Heinrich IV. zusammen und beschwor einen Frieden im ganzen Reich. Friedensbrecher wurden ohne Ansehen des Standes mit schweren körperlichen Strafen bedroht. In den Friedensschutz wurden neben Klerikern auch Kaufleute und Juden eingeschlossen. Der Frieden entfaltete offenbar keine weitreichenden praktischen Folgen, die Grundidee war allerdings folgenreich.

### Absetzung durch den Sohn

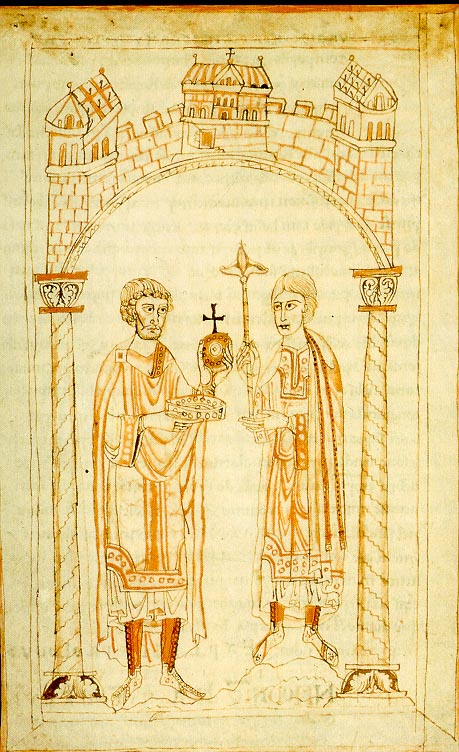
Herrschaftsübergabe von Heinrich IV. an seinen Sohn Heinrich V., Darstellung aus der Chronik des Ekkehard von Aura. Heinrich IV. überreicht seinem Sohn Heinrich V., der das Lilienzepter in seiner Rechten hält, die Reichsinsignien Sphaira (mit einem Kreuz) und Kronreif. Der junge Heinrich muss sich auf einen Hügel stellen, um auf gleicher Höhe mit seinem Vater zu sein. Von seinem Vater übernimmt er die Reichsinsignien und damit die Herrschaft. Die ca. 1106 entstandene Zeichnung soll den Eindruck erwecken, die Herrschaft sei friedlich von Heinrich IV. auf seinen Sohn Heinrich V. übergegangen. Ekkehard von Aura, Chronicon universale, Berlin, Staatsbibliothek, Ms. lat. fol. 295, fol. 99r

Mit dem frühen Tod des älteren Sohnes Konrad am 27. Juli 1101 war die Gefahr eines Bruderzwistes um die Nachfolge im Königtum gebannt. Stefan Weinfurter erklärt Heinrichs Gründe dafür, sich vom Vater zu distanzieren und den Treueid zu brechen, mit dem Verweis auf die Vorstellungen des reformorientierten Adels, der die Verantwortung für das Reich inzwischen für sich reklamierte. Heinrich sah sich zum Handeln gezwungen, wenn er seinem Geschlecht die Königsherrschaft sichern wollte. Der bayerische Adel hatte ihn nachdrücklich auf die Gefahr des Herrschaftsverlustes hingewiesen. Wenn er mit der Thronbesteigung bis zum Tod des Vaters warte, werde ihm ein anderer zuvorkommen. Als weiteres Motiv für die Rebellion des Sohnes nimmt Weinfurter dessen Angst um sein Seelenheil an. Heinrich V. ging mit anderen jungen Adligen eine „Heilsgemeinschaft“ ein, die jedoch schon wenige Jahre nach Heinrichs Herrschaftsbeginn zerbrochen sei. Nach Gerd Althoff waren lokale Ereignisse in Regensburg für den Aufstand entscheidend. Heinrich IV. verhinderte nicht, dass Ministeriale und Bürger im Februar 1104 Sieghard von Burghausen ermordeten.
Zu Weihnachten 1104 übernahm Heinrich V. in Regensburg die Führung einer Gruppe junger Fürsten, die sich zur Rebellion gegen den alten Kaiser entschloss. Von Bayern aus schickte Heinrich Boten zu Papst Paschalis und bat um Rat wegen des Eides, den er seinem Vater geschworen hatte und den er nun brechen würde. Durch Bischof Gebhard von Konstanz ließ der Papst ihm den apostolischen Segen übermitteln. Er versprach Heinrich V. die Absolution im Jüngsten Gericht, wenn er ein gerechter König und Lenker der Kirche sein wolle. 1105 kam es zu zahlreichen Kampfhandlungen, die zunächst ohne durchschlagenden Erfolg blieben. Ende Oktober 1105 gelang es Heinrich V. jedoch, Speyer mit Hilfe des dortigen Vogtes einzunehmen. Mit Gebhard, dem Abt von Hirsau, konnte er einen der ärgsten Gegner Heinrichs IV. als neuen Bischof einsetzen. Das Domkapitel von Speyer, bislang wichtigster Rückhalt des Kaisers, war damit ausgeschaltet. Im Herbst 1105 sammelten Vater und Sohn ihre Truppen. Das Verantwortungsbewusstsein beider Fürsten verhinderte jedoch das entscheidende Gefecht. Die Fürsten beider Seiten begannen Friedensgespräche. Zu Weihnachten 1105 wurde der Beschluss gefasst, die Auseinandersetzung auf einem Hoftag in Mainz zu klären.
Heinrich V. gab sich reue- und versöhnungsbereit, der Vater drückte ihn unter Tränen an seine Brust und entließ sein Heer. Sein Sohn legte ihm daraufhin nahe, sich zu seinem Schutz in die Burg Böckelheim zu begeben. Die üblichen Rituale der Versöhnung (Fußfall, Tränen und Küsse), die bis dahin bindend gewesen waren, verloren im Vater-Sohn-Konflikt allerdings offenbar ihre Wirksamkeit. Kaum war Heinrich IV. auf der Burg angekommen, wurde er gefangen genommen. Sein Bewacher war Gebhard, der neue Bischof von Speyer. Er setzte dem Kaiser so zu, dass dieser einige Tage später auf seine Herrschaft verzichtete, und erpresste die Herausgabe der Reichsinsignien. Das umstrittene Problem, ob und wie man einen Kaiser absetzen könne, hatte sich damit erledigt. Ohne Krieg und Blutvergießen war nun der Herrschaftsübergang möglich. Das Verhalten des Sohnes wurde vom Vater als „ruchloser Verrat“, als „unmenschlich und grausam gegen alles Recht“ und als „Täuschung und Betrug“ bezeichnet.
Auf einer Fürstenversammlung zu Ingelheim am 31. Dezember 1105 musste Heinrich IV. auf massiven Druck der Fürsten auf den Thron verzichten. Am 5. Januar 1106 wurde Heinrich V. in Mainz von den Fürsten zum König gewählt. Erzbischof Ruthard von Mainz überreichte ihm die Reichsinsignien. Mit ihrer Übertragung wurde „die volle Legitimität der Herrschaftsübernahme durch Heinrich V. bei Lebzeiten des Vaters garantiert“.

### Heinrichs Ende

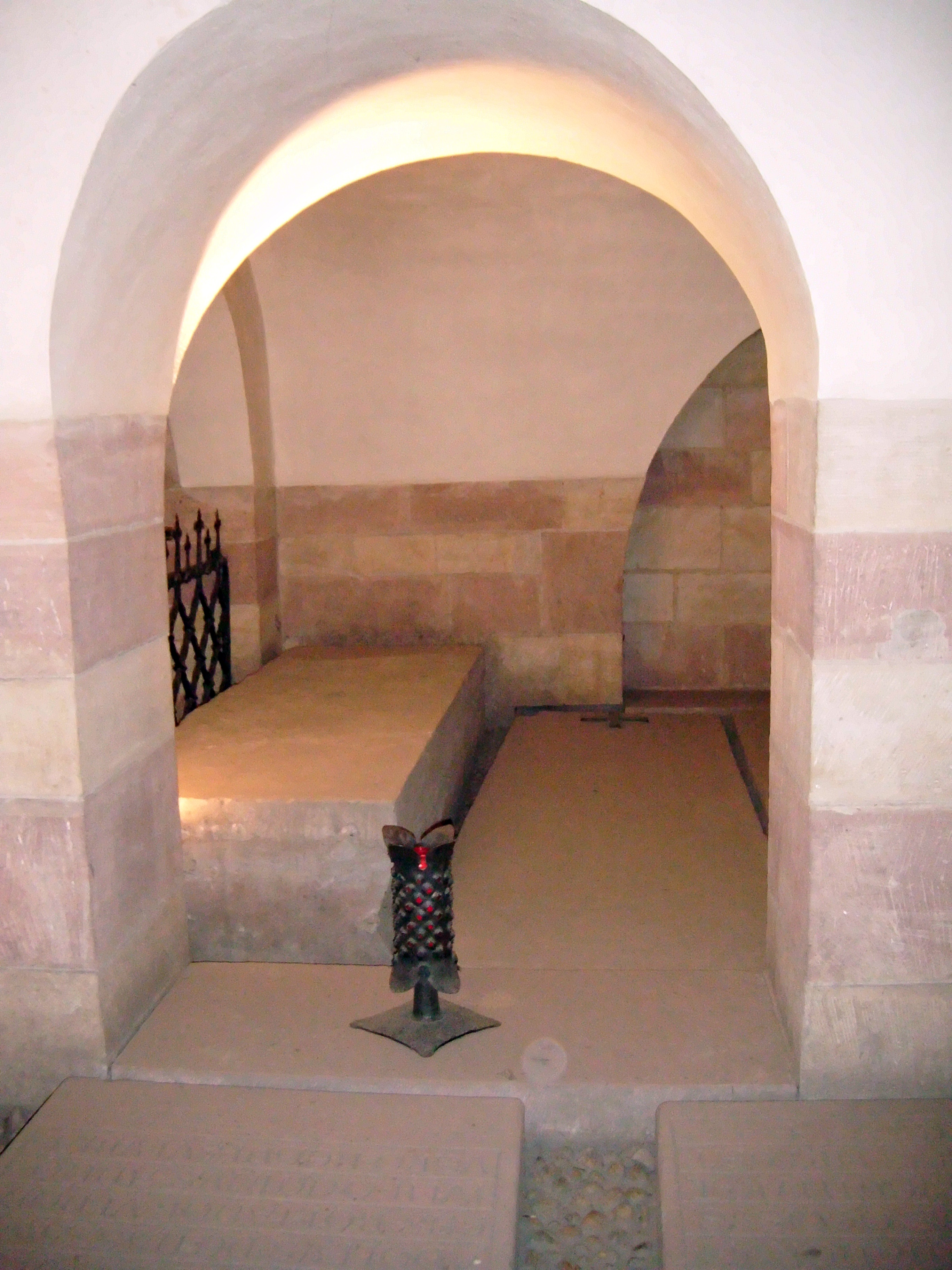
Speyerer Dom, Gräber Kaiser Heinrich III. (hinten rechts) und Heinrich IV. (hinten links)

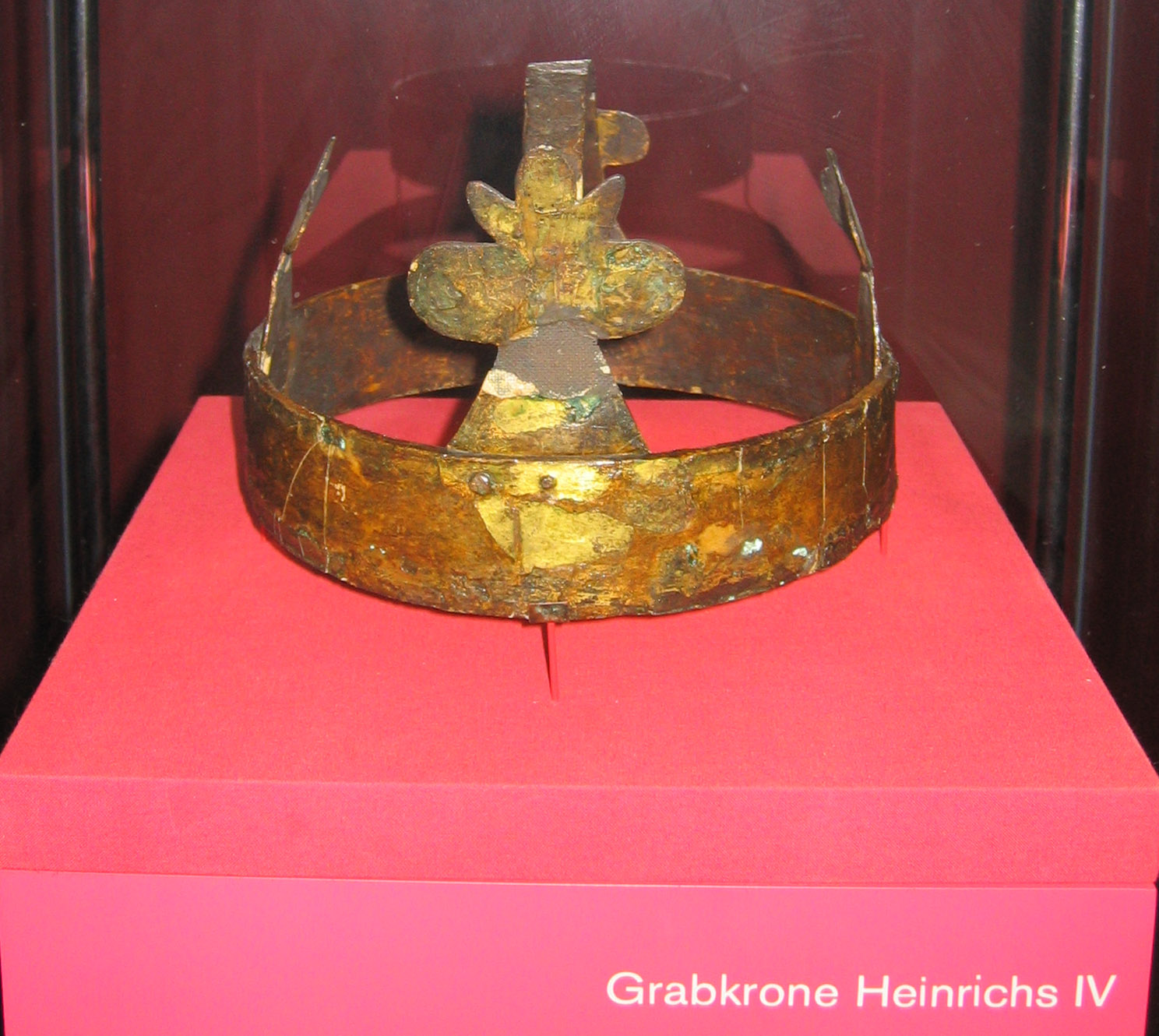
Die Grabkrone Heinrichs IV. Aus der Domschatzkammer des Doms zu Speyer

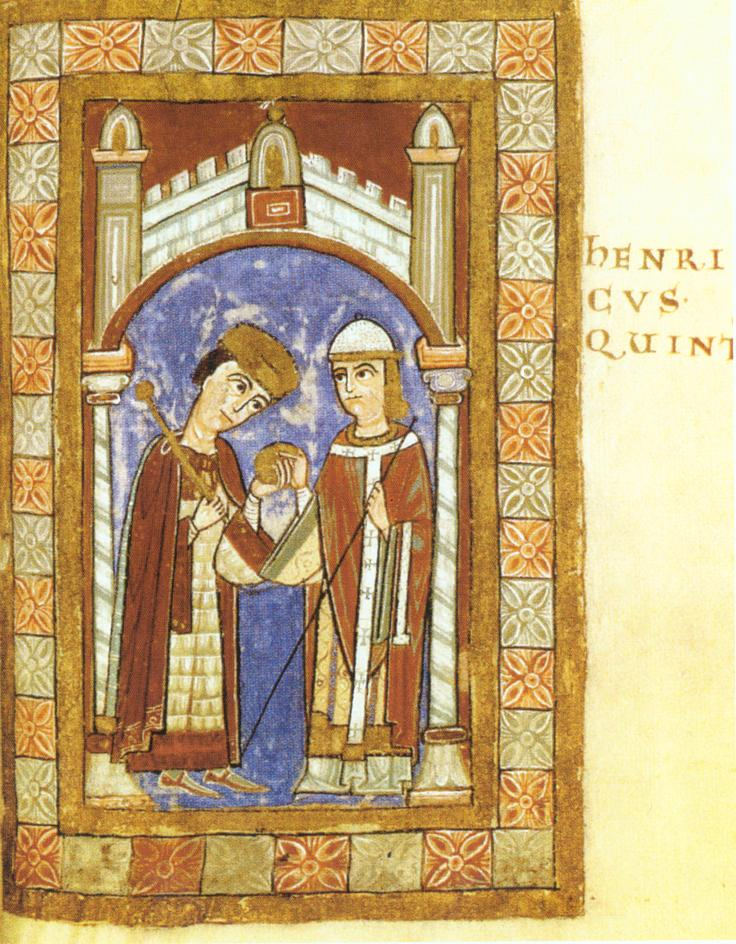
Erzbischof Ruthard von Mainz überreicht Heinrich V. die Sphaira. (Anonyme Kaiserchronik für Heinrich V., 1112/1114, Cambridge, Corpus Christi College, The Parker Library, Ms. 373, fol. 83r)

Dem alten Heinrich IV. gelang es Ende Januar oder Anfang Februar 1106, aus der Ingelheimer Kaiserpfalz zu entkommen und den Widerstand zu organisieren. Am Gründonnerstag 1106 wurden die Truppen Heinrichs V. bei Visé an der Maas geschlagen. Nach diesen erfolgversprechenden Anfängen erkrankte Heinrich IV. jedoch und starb am 7. August 1106 in Lüttich. Dort erhielt er zunächst ein ehrenvolles Begräbnis im Dom. Die Fürsten jedoch erhoben Einspruch, da der Kirchenbann noch nicht aufgehoben worden war. Der tote Kaiser wurde aus seinem Grab geholt und in einer noch ungeweihten Kapelle außerhalb der Stadt in Cornelio monte sita (heute Cornillon, ein Stadtteil von Lüttich) in ungeweihter Erde beigesetzt. Heinrich V. setzte sich wenig später über den Beschluss der Fürsten hinweg, ließ den Leichnam am 24. August erneut aus der Erde holen und zunächst nach Lüttich, dann nach Speyer überführen, um ihn dort im Mariendom zu bestatten. Gebhard, der Bischof von Speyer, verbot jedoch Begräbnis und Begräbnisfeierlichkeiten. So fand der Kaiser seine vorläufige Ruhestätte in einer ungeweihten, an den Dom angebauten Kapelle, der späteren Afrakapelle. In der Bevölkerung Speyers führte dies zu Tumulten, Gebhard musste sich 1106 aus der Stadt zurückziehen. Bauern legten Saatkörner auf die Bahre, die sie später auf die Felder streuten, um den Ertrag der Ernte zu steigern. Heinrichs Leichnam wurde erst am 7. August 1111 in die Krypta des Doms überführt und dort begraben, nachdem sein Sohn beim Papst die Aufhebung des Kirchenbanns erwirkt hatte.
Während sich für den ersten Salier, Konrad II., noch 26 Einträge in Nekrologien finden lassen, wird Heinrich lediglich in 14 erhaltenen Totenbüchern verzeichnet. Die Reichsklöster Lorsch, Fulda, Hersfeld, Prüm oder Niederaltaich, aber auch Bischofsklöster wie St. Emmeram in Regensburg, Weihenstephan in Freising, Weltenburg oder Neuenheerse haben Heinrichs Todestag in ihrem Nekrolog vermerkt. Die angesehenen Abteien Echternach, Subiaco und Farfa und das cassinensische Priorat S. Maria in Albaneta bei Montecassino haben Heinrich zu Lebzeiten in ihre Gebetsgemeinschaft aufgenommen und ihrem königlichen Mitbruder ein dauerhaftes Andenken in der liturgischen Praxis erhalten. In den Totenbüchern der reformorientierten Klöster Hirsau und Michelsberg, aber auch in Weißenburg, Reichenau, St. Gallen, Einsiedeln, Ebersberg und Montecassino fehlt dagegen sein Todestag.

## Nachwirkung
Im späten 11. Jahrhundert wurde die Idee einer neuartigen Fürstenverantwortung für das ganze Reich fassbar. Die Vorstellung von einem dynastisch begründeten Recht (hereditas) auf die Herrschernachfolge trat zurück, der Gedanke der „freien Wahl“ (electio spontanea) der Fürsten gewann an Gewicht. Heinrich V., Sohn und Nachfolger Heinrichs IV., zählte seine Herrscherjahre vom Tag der Wahl und Einsetzung durch die Fürsten am 5. Januar 1106. Fortan war nicht mehr die heilige Maria, die Patronin der Domkirche von Speyer und bisherige Beschützerin des salischen Hauses, die Garantin des Königtums. Der Dom zu Speyer wurde daher von Heinrich V. auch nicht mehr in besonderer Weise gefördert, Maria nicht mehr mit Schenkungen geehrt. Heinrich V. verlieh vielmehr den Bürgern von Speyer am 7. und 14. August durch zwei Privilegien zahlreiche Rechte und Begünstigungen, damit diese für das Seelenheil des Vaters sorgten. Bürgerfreiheit, Privilegien und Wirtschaftsaufschwung sollten sich im Bewusstsein der Speyerer mit dem Gedächtnis an Heinrich IV. verbinden. Für das Gebetsgedächtnis war nunmehr eine ganze Stadtgemeinde verpflichtet.
Der Tod Heinrichs IV. beendete die Konflikte zwischen den Päpsten und den Königen nicht. Nach ihm herrschten noch fünf Kaiser zeitweilig im päpstlichen Bann: Heinrich V. (1106–1125, Bann 1111–1122), Friedrich Barbarossa (1152–1190, Bann 1160–1177), Otto IV. (1198–1218, Bann 1210–1218), Friedrich II. (1212–1250, Bann 1227–1230 und 1239–1250) und Ludwig IV. „der Bayer“ (1314–1347, Bann 1324–1347). Heinrich V. bestand zunächst wie sein Vater auf dem Investiturrecht in althergebrachter Form. 1111 nahm er bei seinem Romzug Papst Paschalis II. und mehrere Kardinäle in Beugehaft. Der erzwungenen Kaiserkrönung 1111 folgte eine erneute Exkommunikation durch den Papst. 1122 kam es zwischen Heinrich V. und Papst Calixt II. zu einem tragfähigen Kompromiss, der später als Wormser Konkordat bezeichnet wurde. Beim Amt der Reichsbischöfe und -äbte wurden geistliche (Spiritualia) und weltliche Funktionen (Temporalien) unterschieden. Heinrich musste auf das allgemeine Investiturrecht verzichten, durfte allerdings die Investitur in den weltlichen Besitz einer Kirche mit einem Zepter vornehmen.

### Heinrich im Urteil der hochmittelalterlichen Geschichtsschreibung

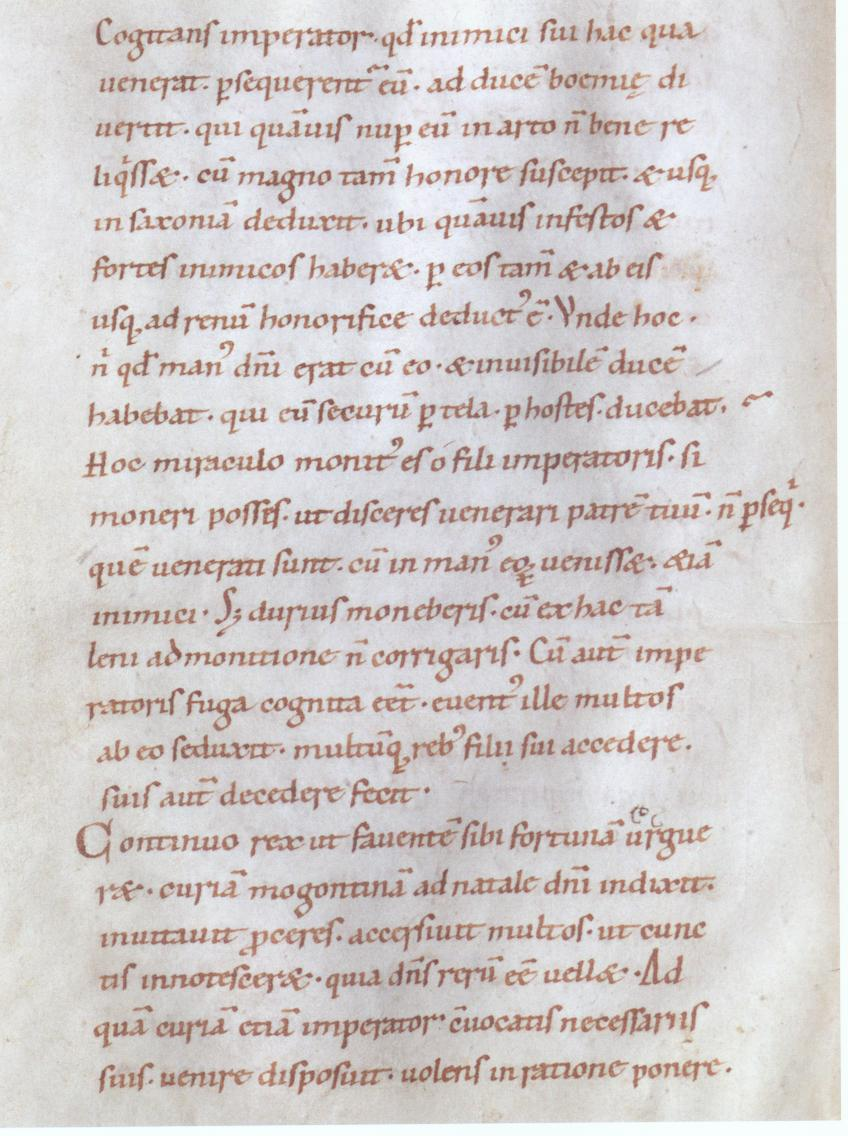
Vita Heinrici IV. imperatoris. Regensburg, Kloster St. Emmeram. München Bayerische Staatsbibliothek, Clm 14095, 45 fol. 17v

Die Persönlichkeit des Herrschers ist im Ganzen nicht eindeutig zu fassen. Die Urteile über Heinrich IV. in der zeitgenössischen Historiographie sind entweder Panegyrik – wie bei Benzo von Alba, im Carmen de bello saxonico oder in der Vita Heinrici IV. imperatoris – oder hasserfüllte Polemik wie bei Lampert von Hersfeld, Bruno und auch bei Berthold von Reichenau oder Bernold von Konstanz.
Von seinen Gegnern wurde Heinrich nahezu jede denkbare Schlechtigkeit angelastet – vom heimtückischen Mord bis zur befohlenen Vergewaltigung engster Angehöriger durch seine Vertrauten. Heinrich wird als hinterhältig, berechnend und heimtückisch beschrieben. Insbesondere in seinen Anfangsjahren lasteten ihm seine Gegner eine Vielzahl an Vergehen und Verbrechen an. Ihm wurde vorgeworfen, den hohen Adel ausrotten und die Sachsen versklaven zu wollen. Die Quellen artikulieren auch vielfach Vorwürfe gegen seine Amtsführung: Er habe die adligen und kirchlichen Großen nicht an den politischen Entscheidungen beteiligt. Als weitere Vorwürfe werden aufgeführt: die Verlegung der Residenz nach Sachsen, die Unterdrückung des Adels bei gleichzeitiger Bevorzugung der Ministerialen, die Vernachlässigung der Herrschaftspflichten zu Gunsten von Jagd und Spiel, der Umgang mit Konkubinen, die Verkuppelung hochadliger Töchter mit Männern niederer Herkunft und die Rekrutierung der königlichen Besatzung durch die königlichen Dienstleute. Folgt man dieser Überlieferung, so muss ein „Monster auf dem Thron“ gesessen haben, wie es Gerd Tellenbach formuliert hat.
Beim Blick auf die bedeutenden Chroniken und Annalenwerke zeigt sich die Vielfalt der Geschichtsschreibung im Zeitalter des Investiturstreites. Dem konservativen Lampert von Hersfeld ging es um die Bewahrung der alten, christlich-monastischen und politischen Werte, die er noch durch Heinrich III. verkörpert sah. Heinrich IV. dagegen erschien ihm als unfähiger König, da er – ganz anders als Rudolf von Rheinfelden – den Rat der Fürsten missachtet und dadurch die Gemeinschaft zerstört habe. Lampert schloss seine Annalen 1077 mit der Königswahl Rudolfs von Rheinfelden. In dieser Perspektive erschien Rudolf als Garant der Erneuerung jener Ideale, denen Heinrich IV. so gar nicht entsprach. Der Sachse Bruno betitelte den Salier nach 1076 als exrex, der sein Herrschaftsrecht verloren hatte, und ließ sein Buch vom Sachsenkrieg Ende 1081 mit der Wahl Hermanns von Salm enden.
Weniger geradlinig verlief die Parteinahme Bertholds von der Reichenau. Berthold setzte die Weltchronik Hermanns in durchaus königstreuer Haltung bis etwa Mitte der 1070er Jahre fort. Wohl überlieferungsbedingt ist diese Fassung nur bis 1066 erhalten. Mitte 1070 überarbeitete Berthold seine Chronik und führte sie bis mindestens 1080 fort. Der Reichenauer Mönch passte seine Darstellung nun aber dem veränderten Ordnungsgefüge seiner Zeit an. Die kirchliche Reformbewegung wurde in den Mittelpunkt gerückt, von Heinrich IV. distanzierte sich Berthold nun. Nach 1080 ist eine ganze Reihe von ausführlichen Briefen überliefert, die als erste Zeugnisse einer neuen Quellengattung, der Streitschriften, gelten. Beide Parteien beschränkten sich nicht mehr auf militärische Auseinandersetzungen, sondern versuchten in zunehmendem Maße ihre Positionen durch theoretische Abhandlungen zu untermauern. Die gregorianischen Streitschriften charakterisieren Heinrich als Tyrannen. Er habe durch die Verletzung der königlichen Pflichten sein Amt selbst verwirkt und könne nicht mehr als legitimer Herrscher gelten.
Die königsfreundliche Geschichtsschreibung nahm in den erbitterten politischen Auseinandersetzungen teilweise den Charakter von Rechtfertigungs- oder Verteidigungsschriften an. In der Hervorhebung bestimmter Eigenschaften und Handlungsweisen des Königs wird häufig eine Gegenposition zu den Angriffen und Verleumdungen der Gegenseite deutlich. Das Carmen de bello saxonico, das mit der Unterwerfung der Sachsen bei Spier im Oktober 1075 endet, schließt mit dem Aufruf an den König, nach seinem Sieg Milde walten zu lassen. Das Carmen ist seinem Charakter nach ein die Person und die militärischen Leistungen Heinrichs IV. preisendes Heldengedicht. Bei Benzo von Alba, einem fanatischen Anhänger Heinrichs in Reichsitalien, der wegen seiner Parteinahme für den salischen König aus seinem Bistum vertrieben worden war, wird der König als „Erlöser“ des Erdkreises, ja geradezu als Verkörperung der Gottheit (De celo missis, non homo carnis) selbst gefeiert. Die Hoffnung auf das baldige Erscheinen Heinrichs in Italien wird mit dem Beiwort spes Romanorum zum Ausdruck gebracht, der Herrscher wird als novus Constantinus gefeiert. Die um 1107 entstandene Vita Heinrici imperatoris ist ein Panegyrikos auf den verstorbenen Kaiser in Gestalt einer Totenklage. Der Herrscher wird als „König der Armen“ porträtiert. Gerühmt wird seine Mildtätigkeit gegenüber Armen und Kranken. Armenspeisung, Krankenpflege und Totengedenken werden besonders hervorgehoben. Der König erscheint dadurch als die Verkörperung der traditionellen Königstugenden und damit als gerechter Herrscher. Liebe und Verehrung der Armen sind entscheidende Motive für das Jenseitsverständnis mittelalterlicher Herrscher, da die Armen als wichtige Fürbitter vor Gott galten.
Die Exkommunikation des Königs hinterließ im Salierreich den stärksten Eindruck, während die Erinnerung an Canossa selbst innerhalb des Reiches schnell verblasste. Noch sieben Jahrzehnte später hob Bischof Otto von Freising, Enkel Heinrichs IV. und Onkel Friedrich Barbarossas, in seiner Weltchronik das Unerhörte und Einmalige von Bann und Absetzung des Saliers in seiner Weltchronik hervor: „Wieder und wieder lese ich die Geschichte der römischen Könige und Kaiser, aber ich finde vor Heinrich keinen unter ihnen, der vom Papst exkommuniziert oder abgesetzt worden ist.“

### Rezeption

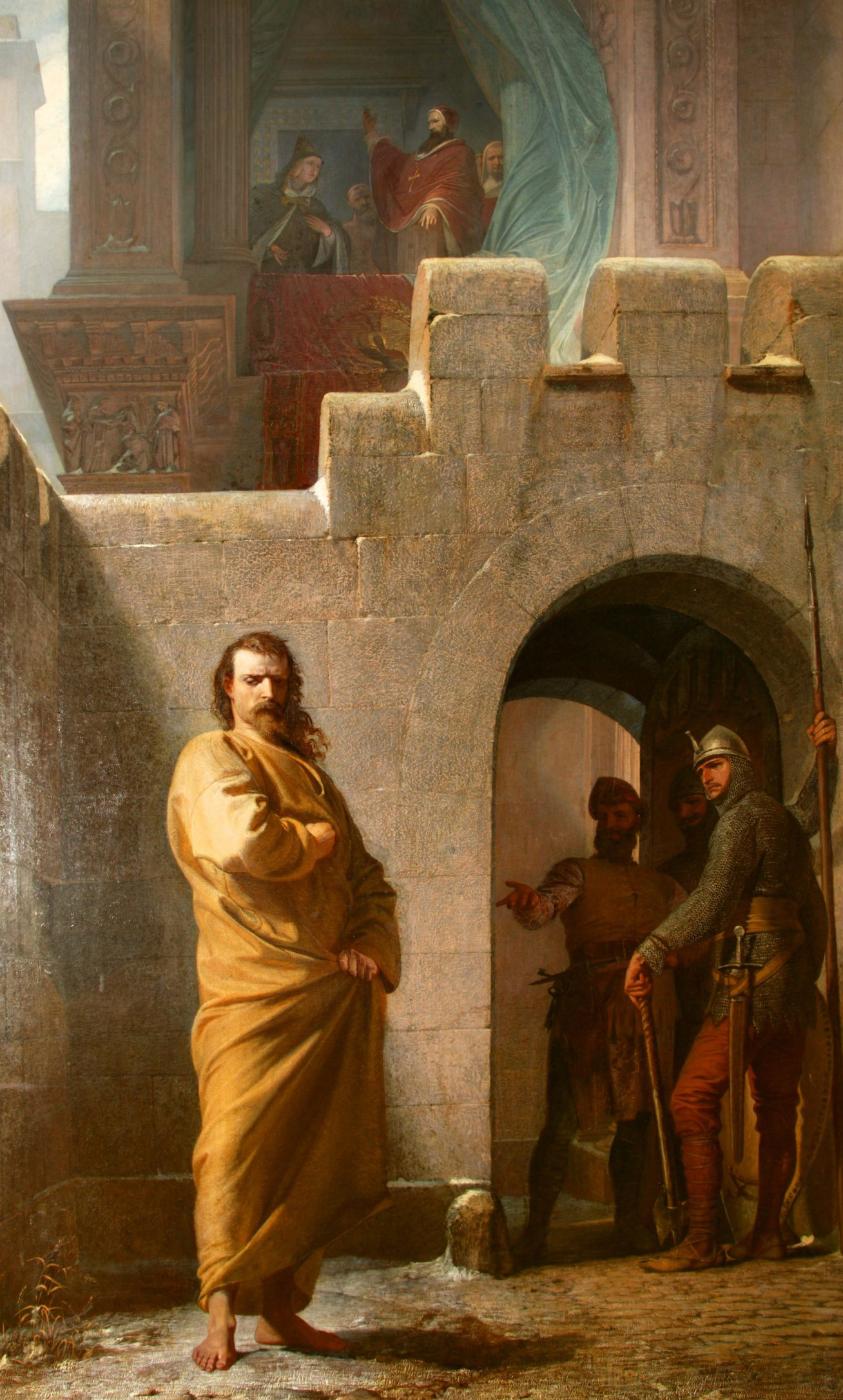
Das Historiengemälde Heinrich vor Canossa von Eduard Schwoiser aus dem Jahr 1862 zeigt einen ungebeugten, trotzigen Heinrich vor dem auf ihn herabblickenden Gregor.

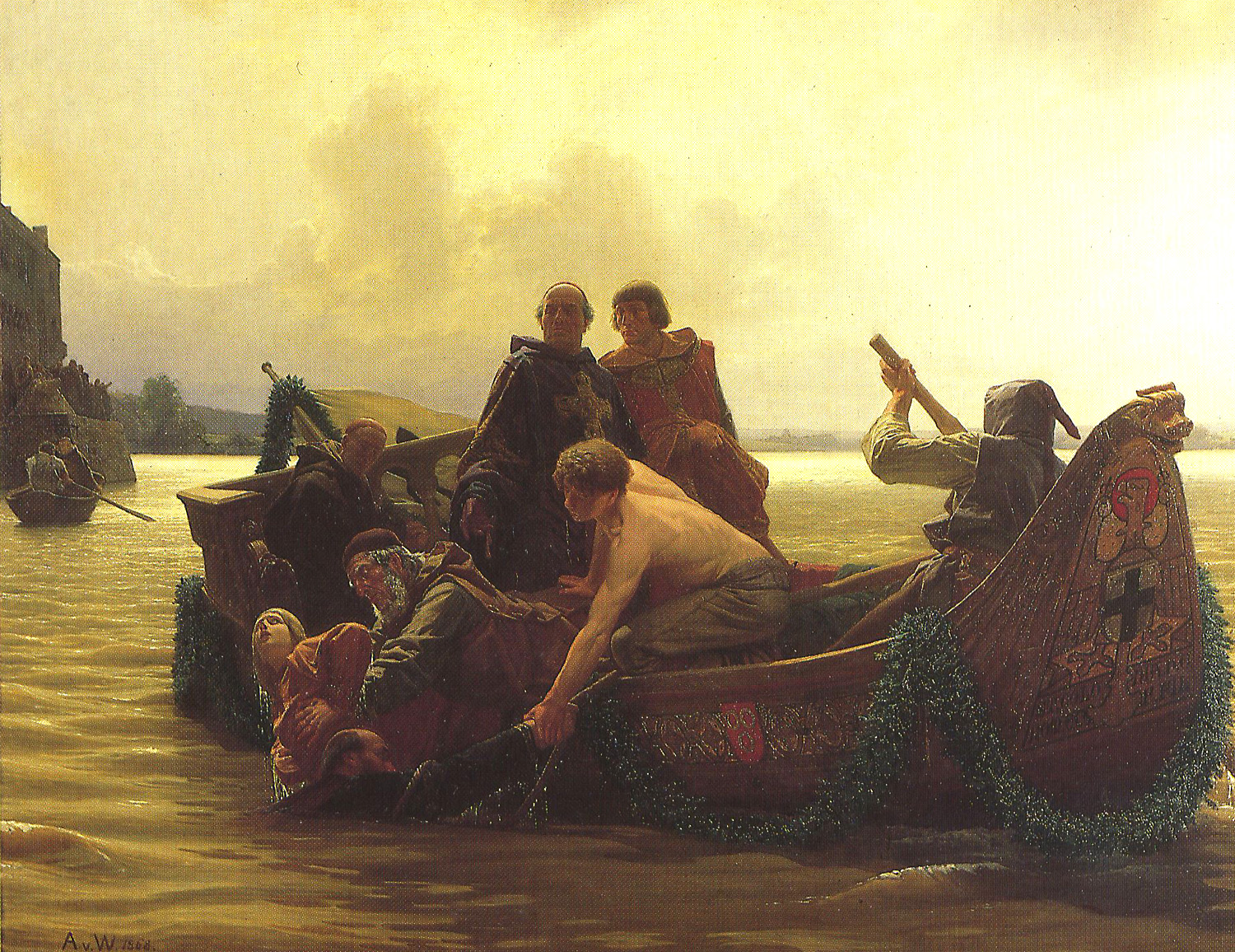
Heinrich IV. durch Anno von Köln geraubt (1868) Anton von Werner. Das Bild zeigt den Moment, in welchem der ohnmächtige junge König von einem bärtigen Alten aus dem Wasser gezogen wird, während ein Ruderer mit entblößtem Oberkörper den sich an ein Tau klammernden Grafen Ekbert wieder ins Boot zu holen versucht. Aufrecht stehend verfolgen Anno von Köln und Otto von Northeim mit versteinerter Miene das Geschehen.

Verschiedene Lebenssituationen in Heinrichs Herrschaft, wie der Sprung des um sein Leben bangenden Knaben in den Rhein, die Buße des gebannten Königs im winterlichen Canossa oder die demütigenden Umstände seiner Abdankung, beflügelten die Phantasie späterer Generationen. Heinrichs Bußgang nach Canossa gilt bis heute als Inbegriff politischer Demütigung.
In der Aufklärung erörterten die Dramen von Johann Jakob Bodmer (1768) und Johann Gottfried Dyck (Roms Bannstrahl im 11. Jahrhundert, 1788) die Notwendigkeit der Trennung von Staat und Kirche, wobei stärker der Vater-Sohn-Konflikt als der Streit zwischen Kaiser und Papst im Mittelpunkt stand. Besonders im 19. Jahrhundert entstanden zahlreiche Dramen und Historiengemälde. Antiklerikale Tendenzen wurden mit nationalen vermischt. Im Drama Friedrich Rückerts (1844) wird Gregor als Erzfeind und der Canossa-Gang als Demütigung dargestellt. Bezeichnend ist die Veränderung der historischen Fakten: Nach einem anonymen Gedicht (Kaiser Heinrich IV. 1844) wendete Heinrich sich ohne Bannlösung von Canossa ab und die Soldaten zerstörten die Burg. Die katholische Sichtweise brachte Conrad von Bolanden zum Ausdruck. Heinrichs scheinbare politische Schwäche wurde mit seinem sensiblen Charakter begründet.
Die ungeheure Wirkungsgeschichte Canossas wird im Kulturkampf des Deutschen Reiches von 1871 mit der katholischen Kirche deutlich. Als es zum Konflikt mit der Kurie um die Bestellung eines deutschen Gesandten beim Heiligen Stuhl kam, formulierte der Reichskanzler Otto von Bismarck die berühmten Worte: „Seien Sie außer Sorge: Nach Canossa gehen wir nicht – weder körperlich noch geistig!“ Noch im selben Jahr wurden Gedenkmünzen geprägt. Auf der Vorderseite war Bismarck als Hüter der kaiserlichen Herrschaft dargestellt, auf der Rückseite eine personifizierte Germania, die vor der Burg Canossa mit Schwert und Bibel gegen den Papst mit seiner Bannbulle kämpft. Die Bildunterschrift lautete: „Nicht nach Canossa!“ In der Historienmalerei inspirierten die Vorgänge von Canossa unter anderem die Künstler Peter Johann Nepomuk Geiger (um 1840), Peter Carl Geissler (1841 und 1860), Adeodato Malatesta (um 1845), Alfred Rethel (1844), Adolf Schmitz-Crolenburgh (1852), Hermann Freihold Plüddemann (1861) und Eduard Schwoiser (1860).
Die Entführung des Königs in Kaiserswerth galt im 19. Jahrhundert als Symbol für die Schwäche des Königtums angesichts fürstlicher Eigensucht. Auf die Entführung Heinrichs mit einem Schiff nahmen die Künstler Hugo von Reichenbach (1844), Moritz von Schwind (1856), Anton von Werner (1868), Gustav Adolf Closs (1890) Bezug. Für Hermann Wislicenus war diese Episode dagegen kein Thema von zentraler Bedeutung. Im Reichssaal der wiederhergestellten Kaiserpfalz zu Goslar stand in einem Freskenzyklus der großformatige Einzug des Kaisers in Mainz im Jahre 1105 im Mittelpunkt. In der ursprünglichen Konzeption sollte die Darstellung der Entführung von Kaiserswerth mit dem als Hauptbild vorgesehenen Canossagang Heinrichs IV. die Demütigung des Königtums demonstrieren. Doch fühlte sich das vom Kulturkampf emotional erregte Publikum dadurch in seinem Nationalgefühl verletzt. Vom preußischen Kultusminister Adalbert Falk wurde Wislicenus angehalten, nicht auch noch die „Denkmäler seiner Schande“ an die Wand zu malen.
Wie sehr ein festliegendes Geschichtsbild und das daraus resultierende Bild der Person Heinrichs IV. auch die Darstellung ganz objektiver Fakten beeinflussen konnte, zeigt die Veröffentlichung des anthropologischen Befunds zu Heinrichs Skelett nach der im Jahre 1900 durchgeführten Öffnung der Saliergräber im Dom von Speyer: „Das Bild Heinrichs IV. … als das eines großen, starken, untadelig gewachsenen Mannes … die Gestalt eines schlanken, aber kräftigen, beinahe athletischen Mannes, zu allen ritterlichen Übungen geschickt und in ihnen geübt. Im Antlitz erscheint männliche Kraft mit beinahe weiblicher Anmut gepaart“. Das Gesicht habe „einen energischen Ausdruck“ sowie eine „gewisse Weichheit und besondere individuelle Schönheit“ aufgewiesen.

### Geschichtsbilder und Forschungstendenzen
Für die verspätete Entstehung des deutschen Nationalstaats suchten die Historiker des 19. Jahrhunderts die Ursachen gerade im Mittelalter. Die Könige und Kaiser identifizierten sie als frühe Repräsentanten der auch für die Gegenwart ersehnten starken monarchischen Gewalt. Im bestimmenden Geschichtsbild des 19. und 20. Jahrhunderts galt das Kaiserreich in seinen Anfängen unter den Ottonen, Saliern und Staufern als überaus mächtig und dominierend in Europa. Diese Stellung sei den Kaisern aber im Laufe der Zeit verloren gegangen und habe erst mit der Gründung des Nationalstaates 1871 wieder errungen werden können. Nach dieser Meistererzählung begann die Herrschaft der Könige und Kaiser bereits im 11. Jahrhundert zu bröckeln. Die deutschen Fürsten mit ihren partikularen Interessen und das Papsttum mit seinem Streben nach Vorrangstellung galten als „Totengräber“ der Kaisermacht. Als „erste Wende“ für den Niedergang wurde das Geschehen in Canossa 1077 identifiziert. Durch Canossa habe das deutsche Königtum „seine Todeswunde“ empfangen, wie es Hermann Heimpel noch in den 1950er Jahren formulierte.
Ganz wesentlich wurde das historische Urteil über einen Herrscher von der Frage bestimmt, ob und wie er die Macht gegenüber den beiden Gewalten zu behaupten und zu steigern verstand oder aber ob er zum Niedergang der Zentralgewalt beigetragen habe. In diesem Geschichtsbild kam Heinrich eine Schlüsselrolle zu. Die Fixierung eines Geschichtsbildes auf eine starke Zentralgewalt und einen mächtigen König führte zur Verteidigung des Saliers. Heinrich galt geradezu als Märtyrer im Kampf des Königtums um eine starke Zentralgewalt gegen die übermächtigen Kräfte der gregorianischen Papstkirche und der deutschen Fürsten. Seine Handlungen wurden daher unter apologetischem Aspekt beurteilt. Die zahlreichen von (sächsischen und gregorianischen) Gegnern erhobenen Vorwürfe gegen seine Regierungs- und Lebensführung wurden oft hinweginterpretiert oder als übersteigerte Polemik übergangen. Historiker wie Wilhelm von Giesebrecht (1852) oder Karl Hampe (1909) waren dem Salier wohlgesinnt, orientierten sich an Fragen der Machtpolitik und beurteilten Heinrichs Regierung nach ihrem Nutzen für die königliche Zentralgewalt. Die nationale Geschichtsschreibung hat Heinrich insgesamt ein positives Andenken bewahrt. Ihm wurde bescheinigt, die Rechte des Königtums gewahrt zu haben. Zwei Aspekte wurden dafür angeführt: zum einen die Verteidigung der Grundlagen königlicher Macht gegenüber fürstlichen Sonderinteressen und zum anderen die Abwehr der vom Papsttum ausgehenden hierokratischen Ansprüche. Heinrich, in dem man einen „vollkräftigen germanischen Laien“ sah, wurde gepriesen als „einer der ausgezeichnetesten Fürsten, die Deutschland je besaß“. Alle seine Gegner habe er überlebt. Nur „durch List und Verrat sei er zuletzt doch noch besiegt worden“. Die listvolle Entmachtung des Vaters durch den Sohn galt gar als „die teuflischste Tat der ganzen deutschen Geschichte“.
Das in den Jahren zwischen 1890 und 1909 erschienene siebenbändige Geschichtswerk des Historikers Gerold Meyer von Knonau stellt mit 3344 Druckseiten mit Einschluss von 5698 Fußnoten qualitativ und quantitativ den Höhepunkt der gesamten „Jahrbücher der Deutschen Geschichte“ dar. Das quellengesättigte Werk ist „grundlegend für die seitherige Beschäftigung mit der Herrschaft dieses Saliers geworden“. Meyer von Knonau sah sich keineswegs als Biograph. Er vermied daher zumeist charakterisierende Äußerungen über Heinrich IV. und versuchte alle Fragen nach der historischen Bedeutung und der Persönlichkeit des Kaisers zu meiden. Doch blieb auch Meyer von Knonau vom zeitgenössisch-preußischen Heinrichbild beeinflusst. Seine quellenkritischen Entscheidungen prägten das weitere Bild der Forschung von Heinrichs Regierungszeit bis in die heutige Zeit.
Der nationalstaatliche Blickwinkel, unter dem man Heinrichs Herrschaft betrachtete, führte bisweilen aber auch zu Kritik und Abwertung. Ein negatives Urteil fällte der deutsch-nationale Historiker Johannes Haller (1926). Für ihn gab Heinrich nur eine schwächliche Figur ab. Heinrich „sei weder Staatsmann noch Feldherr“ gewesen. Der Salier habe nicht nur die Preisgabe der Reichsgewalt in Italien, sondern auch die Schwächung des deutschen Königtums zu verantworten. Für die von der Geschichte gestellten Aufgaben habe ihm die notwendige Kraft gefehlt.
Nach dem Zweiten Weltkrieg trat das nationale Geschichtsverständnis zurück. Doch führte dies in den folgenden Jahrzehnten nicht zu einer Neubewertung seiner Herrschaft. Vielmehr standen andere Themen im Blickpunkt. Zur Salier-Ausstellung in Speyer 1991 wurden in den drei Tagungsbänden „Die Salier und das Reich“ der Investiturstreit und die Auseinandersetzungen um die Herrschaft Heinrichs IV. nicht behandelt. Die Heinrich-Biografie von Ian Stuart Robinson (1999) steht in der Tradition der älteren deutschsprachigen Mediävistik und bringt keine neueren Forschungserkenntnisse.
Widerstand und Aufruhr der Fürsten gegen das Königtum in der Regierungszeit Heinrichs IV. werden in den letzten beiden Jahrzehnten verstärkt aus „verfassungsrechtlicher“ Sicht als Wende begriffen. Innerhalb der politischen Ordnung seien die Gewichte der Kräfte grundlegend verändert worden. Nicht mehr der König, sondern mindestens in gleichberechtigter Weise hätten die geistlichen und weltlichen Großen zunehmend das Reich repräsentiert. Hagen Keller (1983) konnte herausarbeiten, dass die Großen bei Königswahlen in dem Bewusstsein ihrer funktional tragenden Rolle für das politische Gesamtgefüge des Reiches entschieden und handelten. Die Fürsten betrachteten es im Verlauf des Jahrhunderts zunehmend als ihr Recht und auch ihre Pflicht, die Geschicke des Reiches zu lenken, notfalls auch gegen den König. Es ist nicht mehr der König, der das Reichsinteresse wahrt, wie die ältere Forschung meinte, es waren schließlich vielmehr die Fürsten, die das „Schicksal des Reichs in ihre Hand“ nehmen, für die „das Wohl des Reichs Priorität besaß“, die „ihre Verantwortung für das Reich über die eigenen Wünsche stellten“ und „in Krisenzeiten das Reich auch vor dem König schützen konnten“.
Zu seinem 900. Todesjahr im Jahr 2006 wurden Heinrich und seiner Zeit wieder Ausstellungen und Tagungen in Speyer, Paderborn, Goslar und auf der Reichenau gewidmet. Gerd Althoff (2006) deutete in seiner Biografie die zahlreichen Vorwürfe gegen Heinrich als „Argumente in den politischen Auseinandersetzungen und als Indizien für das herrschende politische Klima“. Althoff neigt dazu, die von Heinrichs Gegnern erhobenen Vorwürfe als Indizien für tatsächliches Fehlverhalten zu werten und nicht nur als bloße Propaganda. Als „Wesensmerkmal von Heinrichs Persönlichkeit“ ergibt sich für Althoff ein „Eindruck von taktischen Ränkespielen und unaufrichtigem Verhalten“. In seinem abschließenden, recht negativen Gesamturteil überwiegen in Heinrichs Persönlichkeit die „Schattenseiten“. Heinrich habe „ganz ohne Zweifel die Krise der Königsherrschaft seiner Zeit zu verantworten“.